# 桃太郎侍
『桃太郎侍』（ももたろうざむらい）は、1939年（昭和14年）から合同新聞（現在の山陽新聞）に連載され、その翌年の秋に出版された、山手樹一郎作の時代小説である（尾崎秀樹、山手樹一郎文学の位置、桃太郎侍文庫版の後書き、春陽堂書店、2007）。
以前は春陽文庫、富士見時代小説文庫、桃園文庫などからも刊行されており、長らく絶版状態だったが、2024年1月に春陽文庫より上下巻で復刊された。

## 概要
原作小説についてはイギリスのアンソニー・ホープの1894年の小説『ゼンダ城の虜』を最初のモチーフとして、舞台設定を江戸時代の大名家のお家騒動に置き換えたもので、勧善懲悪と貴種流離譚の体裁を持つ物語である。この小説を原作にした時代劇映画、テレビドラマ、劇画、舞台公演があるが、それぞれに設定・物語展開が大きく異なり、原作に比較的準拠している内容のものから、換骨奪胎とも言える内容のものまで存在する。

## 原作のあらすじ
その義侠心から讃州丸亀藩の江戸家老・神島伊織の娘である百合の危機を救った、名は「桃太郎」姓は「鬼退治」と自称した若い男は、江戸の陋巷に育ち今もお化け長屋に暮らす浪人侍だが、これが神島父娘の仕える丸亀藩主若木家の若君である新之助と瓜二つの容貌の持ち主。
折りしもその丸亀藩では国許で藩主が体調を崩しており、後継者問題が持ち上がっていた。しかも、嫡子として跡取りに定められていた新之助とは別に、国家老・鷲塚主膳の妹が産んだ万之助という庶子がおり、これを担ぎ上げようとする鷲塚一派によってお家騒動の様相を呈していた。神島伊織と新之助は国許に乗り込んで鷲塚一派を一掃しようと決意したが、鷲塚一派に機先を制され新之助が逆に毒を盛られて昏倒してしまう。公儀に届け出た江戸出発の日取は迫っており、事態に窮した神島父娘は「桃太郎」に若木新之助の替え玉となっての丸亀行きを依頼する。
かくて、計らずも若木家のお家騒動に巻き込まれた「桃太郎」は、新之助派の藩士たちにも自身の素性を隠したまま若君の替え玉として、鷲塚配下の陰謀家・伊賀半九郎率いる刺客たちと戦いながら東海道を下り、様々な陰謀･危機を潜り抜けて丸亀に向かい、ついには鷲塚一派を倒してお家騒動を収め、再び江戸の陋巷に戻ってゆく。

## 映画版概要

### 續・修羅城秘聞 飛雲の巻（1952年）

#### あらすじ
讃岐丸亀藩では国家老鷲塚主膳が娘に生ませた藩主の庶子萬之助を次期藩主に据えようと陰謀を巡らせていた。毒を盛られ重体となった藩主嫡男新之助に代えてお家騒動に対抗するため江戸家老に白羽の矢が立てられたのは、長屋住まいの素浪人桃太郎。新之助に瓜二つの彼は、実は生まれてすぐ引き離された双子の弟だった。

#### キャスト
- 桃太郎 / 若殿新之助：長谷川一夫
- 小鈴：轟夕起子
- 百合：沢村晶子
- 伊賀半九郎：大河内傳次郎
- 大西虎之助：坂東好太郎
- 高垣勘兵衛：羅門光三郎
- 北野善兵衛：澤村國太郎
- 森助：清川荘司
- 上島新兵衛：鳥羽陽之助
- 鷲塚主膳：荒木忍
- 大瀧鉄心斎：杉山昌三九
- 進藤儀十郎：河野秋武

#### 概要
- 長谷川一夫、大河内傳次郎といった名優たちのケレン味溢れる重厚かつ痛快な時代劇のお手本といえる秀作前後編。

#### スタッフ
- 監督・脚色：衣笠貞之助

### 桃太郎侍（1957年）

#### あらすじ
浅草蔵前通りを着流しの雪駄ばきで歩いて行く浪人者--桃太郎と名乗る無類の剣の使い手である。桃太郎は若木家若殿新之助と双生児だったが、双児を忌む武家の風習から里子に出され、成人してもそんな武家のならわしを蔑み何人にも仕官しようとはしなかった。若木家では大殿の病気をよいことに、次席家老の鷲塚が新之助を退け妾腹の子万太郎を擁して藩の実権を握ろうと企み、陰謀家伊賀半九郎に策を練らせていた。それを知った江戸家老の伊織は若殿が菩提寺に参詣するその足で帰国を願おうと考え、娘の百合を通じて桃太郎に若殿の道中の護衛を依頼した。桃太郎の正体を知らない半九郎もまた、女スリ小鈴を使って彼を味方に引き入れようとしていた。

#### キャスト
- 桃太郎 / 若木新之介：市川雷蔵（主演）
- 百合：浦路洋子
- 伊賀半九郎：河津清三郎
- 花房小鈴：木暮実千代
- 伊之助：堺駿二
- 鷲塚主膳：杉山昌三九
- 右田外記：香川良介
- 神島伊織：清水元
- 大滝鉄心斎：細川俊夫
- 高垣勘兵衛：植村謙二郎
- 慈海和尚：荒木忍
- 千代：浜世津子
- お梅の方：若杉曜子
- 杉田助之進：南条新太郎
- 小川新兵衛：水原浩一
- 鷲塚大学：原聖四郎
- 藤井佐次馬：高倉一郎
- 大西虎之助：郷登志彦
- 進藤儀十郎：志摩靖彦
- 若水讃岐守：浅尾奥山
- 繁乃：橘公子
- 小鈴家の老婆：小松みどり
- 橋本五郎太：堀北幸夫
- 万太郎：山本順太

#### スタッフ
- 監督：三隅研次
- 脚本：八尋不二

### 桃太郎侍 江戸の修羅王 南海の鬼（1960年）

#### あらすじ
江戸の修羅王 夜の向島堤で、黒覆面の一団に襲われている武家娘を若侍が助けた。お化け長屋の居候で桃太郎と名のる不思議な若侍だ。武家娘は丸亀藩江戸家老神島伊織の娘百合だった。仕置家老鷲塚主膳と讃岐守の愛妾お梅の方が結託したお家のっとりを謀む陰謀ののろしが江戸屋敷の新之助君にまで及び、黒覆面の一団も主膳がさし向けた刺客だという。

#### キャスト
- 桃太郎侍 / 若木新之助：里見浩太朗（主演）
- 百合：朝風みどり
- お梅の方：浦里はるみ
- 神島伊織：宇佐美淳也
- 伊賀半九郎：坂東好太郎
- 猿之伊之助：星十郎
- 阪東小鈴：千原しのぶ
- 鷲塚主膳：岡譲司
- 鷲塚大学：伊東亮英
- 慈海和尚：有馬宏治
- 若木讃岐守：高松錦之助
- 万太郎：福本久一
- 高垣勘巻：戸上城太郎
- 北野善兵衛：立松晃
- 藤井左次馬：五味勝之介
- 沢井権太夫：吉田義夫
- 大滝鉄五郎：尾形伸之介
- 河合芳之助：小柴幹治
- 橋本五郎太：楠本健二
- 斎藤儀十郎：南郷京之助
- 上島新兵衛：川田浩三
- 大西虎之助：富久井一朗
- 右田外記：明石潮
- 千代：東龍子
- 斎藤喜平太：国一太郎
- 片桐弥十郎：尾上鯉之助
- 楽太郎：阿由葉秀郎
- お俊：紫ひづる
- 留吉：宮坊太郎
- 与之公：石丸勝也
- おやす：霧島八千代
- おたみ：吉野登洋子

#### スタッフ
- 監督：深田金之助
- 脚本：尾形十三雄

### 桃太郎侍（1963年）

#### あらすじ
白昼の蔵前通りで、女スリと責められる小鈴を救った若い浪人。この桃太郎と名乗る男は、讃岐十万石若木家の若殿新之介の弟であった。桃太郎は大名の家に生れたが新之介と双生児であったため早くから里子に出され市井で育った。成人してからも、悠々自適の生活を楽しんでいた。しかし、その頃故郷若木藩では、家老鷲塚主膳の作謀で、正嫡新之助を退け、妾腹の子万太郎を、その位につけようとしていた。その懐刀である伊賀半九郎は、よくその策を練っていた。これを知った江戸家老神島伊織は、一挙に事態を解決せんと急いで帰国しようとした。その護衛役に娘の百合の命の恩人、桃太郎に頼もうとした。

#### キャスト
- 桃太郎侍 / 若木新之助：本郷功次郎（主演）
- 百合：高田美和
- 坂東小鈴：久保菜穂子
- 伊賀半九郎：城健三朗
- 大滝鉄心斎：杉山昌三九
- 伊之助：成田純一郎
- 神島伊織：浅野進治郎
- 鷲塚大学：水原浩一
- 鷲塚主膳：嵐三右衛門
- 慈海和尚：荒木忍

#### スタッフ
- 監督：井上昭
- 脚本：八尋不二

## テレビドラマ版概要
- 尾上菊之助（現・7代目尾上菊五郎）主演により、日本テレビ系列で1967年 - 1968年に放送。三船プロ製作。
- 高橋英樹主演により、日本テレビ系列で1976年 - 1981年に放送。全258話。
- 高橋英樹主演により、テレビ朝日系列で1992年4月2日・1993年4月1日・1994年3月31日に、スペシャル版放送。
- 髙嶋政宏主演により、テレビ朝日系列で2006年7月よりテレビ朝日火曜時代劇で放送。詳細は「新・桃太郎侍」の項参照。

### 尾上菊之助版
三船プロのテレビドラマ制作第一号作品。全26話。武田薬品工業の一社提供。2008年3月より時代劇専門チャンネルで放映された。
第14話までは原作に準じているが、第15話以降は各話完結型のロードムービー形式の話になっている。

#### キャスト
- 桃太郎（若木新二郎）/ 松平京之助（一人二役）：尾上菊之助
- 伊賀半九郎：平田昭彦
- 猿の伊之助：牟田悌三
- 百合：長谷川稀世
- 小鈴：真屋順子
- 神島伊織：佐野周二
- 鷲尾主膳：大木実
- 千代：田中絹代
- 菅井きん
- 天本英世
- 語り：宝田明

#### サブタイトル
| 話数   | 放送日          | サブタイトル   | 脚本              | 演出     | ゲスト                                                             |
| ------ | --------------- | -------------- | ----------------- | -------- | ------------------------------------------------------------------ |
| 第1話  | 1967年 10月10日 | 長屋の鬼退治   | 松浦健郎          | 丸輝夫   | 加賀ちか子、中村是好、田崎潤                                       |
| 第2話  | 10月17日        | 二人の女       | 松浦健郎          | 丸輝夫   | 原田甲子郎                                                         |
| 第3話  | 10月24日        | 秘めたる過去   | 松浦健郎          | 丸輝夫   | 岸正子                                                             |
| 第4話  | 10月31日        | 幕府の怪物     | 松浦健郎          | 丸輝夫   | 内田朝雄                                                           |
| 第5話  | 11月7日         | 生きている若君 | 松浦健郎          | 丸輝夫   |                                                                    |
| 第6話  | 11月14日        | 危機突発       | 松浦健郎          | 萩原遼   | 田中春男                                                           |
| 第7話  | 11月21日        | 一刀両断       | 松浦健郎          | 萩原遼   | 田中春男、陶隆                                                     |
| 第8話  | 11月28日        | 轟然一発       | 松浦健郎          | 丸輝夫   | 明智十三郎、田島義文                                               |
| 第9話  | 12月5日         | 絶体絶命       | 松浦健郎          | 萩原遼   | 明智十三郎、宇治みさ子、松本めぐみ、田島義文                       |
| 第10話 | 12月12日        | 虚々実々       | 松浦健郎          | 萩原遼   | 明智十三郎、宇治みさ子                                             |
| 第11話 | 12月19日        | 悪の花乱れ咲く | 松浦健郎          | 丸輝夫   | 明智十三郎、小栗一也                                               |
| 第12話 | 12月26日        | 堂々たる勝負   | 松浦健郎          | 丸輝夫   | 明智十三郎、小栗一也                                               |
| 第13話 | 1968年 1月2日   | 炎の罠         | 松浦健郎          | 丸輝夫   |                                                                    |
| 第14話 | 1月9日          | 弧剣は怒る     | 松浦健郎          | 丸輝夫   |                                                                    |
| 第15話 | 1月16日         | 女と海賊       | 松浦健郎          | 丸輝夫   | 大友柳太朗、市川和子、鈴村由美、神田隆                             |
| 第16話 | 1月23日         | ふぐ           | 若尾徳平          | 萩原遼   | 花沢徳衛、市川和子、鈴村由美、真理明美、諸角啓二郎                 |
| 第17話 | 1月30日         | 背中が狙われる | 藤木弓            | 丸輝夫   | 藤木悠、大木正司、矢野宣、久世竜、伊吹稔                           |
| 第18話 | 2月6日          | 恐怖の宿場町   | 馬淵薫、 木村晢子 | 丸輝夫   | 佐久間三雄、左卜全、富田仲次郎、尾上九朗右衛門                     |
| 第19話 | 2月13日         | 女難剣難       | 若尾徳平          | 萩原遼   | 北原しげみ、和崎俊哉、加藤嘉、清川新吾、浅茅しのぶ                 |
| 第20話 | 2月20日         | 盗まれた花嫁   | 松浦健郎          | 小松幹雄 | 入江若葉、井上紀明、藤田進、石川進、鮎川浩                         |
| 第21話 | 2月27日         | 仇討街道       | 荻原遼            | 萩原遼   | 内田良平、小林勝彦、北条きく子、松本めぐみ                         |
| 第22話 | 3月5日          | 無実の罪       | 馬淵薫            | 小松幹雄 | 三原有美子、伊藤久哉、久保明、深見泰三、石井宏明、加賀邦男、山本廉 |
| 第23話 | 3月12日         | 猿の恋ごころ   | 鳥羽純            | 萩原遼   | 三条江梨子、金沢景子、市川春代、雲井三郎                           |
| 第24話 | 3月19日         | 欲の皮         | 森崎洋一          | 丸輝夫   | 加東大介、稲吉靖、本間文子、当銀長太郎                             |
| 第25話 | 3月26日         | 牢破り         | 藤木弓            | 丸輝夫   | 土屋嘉男、香川良介、人見明                                         |
| 第26話 | 4月2日          | 江戸の鬼       |                   | 小松幹雄 |                                                                    |

#### 放送局（尾上菊之助版）
- 日本テレビ（制作局）：火曜 20:00 - 20:56
- 山形放送：火曜 20:00 - 20:56[1]
- 北日本放送：火曜 20:00 - 20:56[2]
- 名古屋放送：火曜 20:00 - 20:56[2]

| 日本テレビ系 火曜20時枠 【当番組より時代劇&武田薬品工業一社提供枠】 | 日本テレビ系 火曜20時枠 【当番組より時代劇&武田薬品工業一社提供枠】 | 日本テレビ系 火曜20時枠 【当番組より時代劇&武田薬品工業一社提供枠】 |
| 前番組                                                              | 番組名                                                              | 次番組                                                              |
| ------------------------------------------------------------------- | ------------------------------------------------------------------- | ------------------------------------------------------------------- |
| カラー時代劇シリーズ （20:00 - 21:26）                              | 桃太郎侍 （尾上菊之助版）                                           | 昔三九郎                                                            |

### 高橋英樹主演（日本テレビ）版
放送期間は1976年から延べ5年に及ぶ人気番組となり、「桃太郎侍＝高橋英樹」というイメージが定着したとされる。劇伴（BGM）は作曲家・木下忠司の手に依るものだが、本作の前に手掛けた『長谷川伸シリーズ』（1972年、NET・東映制作）や『破れ傘刀舟悪人狩り』（1974年 - 1977年、NET・三船プロダクション制作）のBGMも流用されている。

#### あらすじ
浅草聖天裏お化け長屋に住む浪人、桃太郎。第27話以降は自宅で養生指南を営む。双子を忌む武家の習いからこの境遇にあるが、実は大目付のちに若年寄となる松平備前守の弟、松平鶴次郎であり、父親は第11代将軍・徳川家斉である。市井の暮らしを送る彼だが、庶民が権力に蹂躙された時、鬼退治の剣を振るう。

#### キャスト
- 桃太郎：高橋英樹

浅草米沢町は「お化け長屋」で悠々自適の生活を送る天涯孤独の素浪人。実は乳母の千代によって育てられた松平新之助の双子の弟・鶴次郎。新之助はのちに若年寄・松平備前守忠行となる。初期の頃は、かなり世間知らずな面が目立ち、職を持たず釣りばかりしていたが、第27話から「よろづ養生指南」の看板を掲げて職を得る。普段は丸に桃の絵の家紋が入った地味な着流しを着ているが、庶民等弱者が悪人どもに蹂躙されるや、葵の紋入りの派手な着物に身を包み、般若の面を被って薄衣を掲げ、悪人たちの前に姿を現し、やがてそれを取り去った上で、数え唄を口ずさみながら悪人たちを成敗していく（詳細は後述）。
つばめからは「桃さん」と呼ばれていた。
第6話で初めて博打を経験する。26話で20両勝って伊之助に連れられて初めて吉原に行くが10両足りずに居残る。
「小野派一刀流奥伝の使い手」といって用心棒の売り込みをした（第9話）。
悩み事があるときに千代の墓参りをすることがある（第13話など）。
人相書きが描けるほど絵がうまい（第65話）。ただし第102話では絵師に頼んでいた。
最終話（第258話）で兄・新之助の敵を討った後、誰にも告げず「よろづ養生指南」を畳んでお化け長屋を引き払い、たった一人で当てのない旅に出た。
- 玉川つばめ：野川由美子（第1話 - 第5話、第7話 - 第8話、第11話 - 第14話、第16話 - 第109話、第111話 - 第257話）

軽業一座「玉川一座」で短剣投げが十八番の看板太夫。実は両親を殺され、自身も命を狙われるが生き延びた大店の娘（第7話で判明）。第5話で右手を負傷し左手での手裏剣投げを稽古し、両手投げを習得。第28話以降は紫装束で桃太郎を援護するようになる。桃太郎に好意を寄せているが全く気付いてもらえず、いつも歯がゆい思いをしている。
第32話で幼馴染の久蔵から「おとき」と呼ばれる。
第83話に登場する蕎麦屋の徳兵衛には孤児になったときに育ててもらった。勘助との関係は不明。
第257話で敵を手裏剣で制した後、鉄砲で撃たれる桃太郎をかばい弾丸をあびて落命。
- 仁兵ヱ：深江章喜（第1話 - 第2話、第5話、第7話、第11話、第13話 - 第19話、第21話 - 第24話、第26話 - 第33話、第35話 - 第38話、第40話 - 第42話、第45話 - 第49話、第51話 - 第56話、第58話 - 第213話、第215話、第218話、第220話 - 第258話）

「玉川一座」の座長。10年前に女房を亡くして以来独り身。酒と金と女に目がない。桃太郎とは第5話で初顔合わせ。見ただけで卒倒するほど蟹が苦手（第160話）。すずめが森田座に引き抜かれた際、田之助やとん太とともにすずめの後釜探しに奔走するが、ちどりをスカウトする際、人さらいに間違えられる事もあった（第206話）。
- 猿の伊之助：植木等 （第1話 - 第10話、第12話 - 第20話、第25話 - 第28話、第30話 - 第51話）

呉服の行商をしている元盗賊。桃太郎を「旦那」と呼び、何かと世話を焼いていた。
つばめからは「伊の字（じ）」と呼ばれていた。
第4話で桃太郎の許可を得て蔵のカギを開けて腕がなまってないと喜ぶ。
盗賊時代は道中手形の偽造もやっていた（第9話）。
自称、「旦那（桃太郎）の一の子分、桃太郎ある所に常に伊之助在り」（第35話）。
第51話で井関臥竜斉一派の幕府転覆の陰謀に巻き込まれ、桃太郎を銃弾からかばって命を落とす。
- 熊造：茶川一郎（第1話 - 第56話、第65話 - 第102話）

桃太郎たち行きつけの居酒屋「上方屋」の主人。
上方から江戸に来たとき行き倒れていたところをおはるに救われて夫婦になる（祝言は102話で桃太郎の仲人で行われた）。
第102話分まで次回予告ナレーションを担当していた。
- おはる：玉川スミ（第1話 - 第102話）

熊造の妻。つばめと寺参りしているとき行き倒れの熊造を助けた縁で一緒になる。気っ風のいい江戸っ子（在所は浦安）。第8話では桃太郎に怒って「おい、桃太郎!」と呼び捨てにしてつばめと言い争いになった。第102話で実は熊造が老中・坂上伊予守（高桐真）の陰謀で焼けた、大坂で一二を争う浪花屋の跡取り、治兵衛だったことが判明する。その後は再興した浪花屋の跡を継ぐため大坂へ旅立っていった。
- 玉川すずめ：西川峰子（第1話 - 第253話）

本名はお佐和（第15話のおふみの台詞により判明）。第37話では「おさき」と名乗る。つばめに弟子入り志願してきた娘。単純な性格のトラブルメーカーで、お調子者なのも手伝ってたびたび羽目を外しては痛い目に遭っている。自分のことは「あたい」（初期は「私」）、返事は元気に「ハイっ!!」、お礼は「あんがと」という。つばめとともに玉川一座の娘軽業師として活躍するが、第206話で森田座の鳳太夫に抜擢され、惜しまれつつ一座を離れる。
当初は芸も未熟だったが、第96話で玉川一座のトリを務めるまでに成長した。
第253話で、森田座で三味線弾きをしていた昔なじみの清二郎（江木俊夫）と祝言を挙げる筈であったが、清二郎の昔なじみの御用聞き文七が廻船問屋・加納屋富造（山岡徹也）と元長崎奉行の青木市蔵（江並隆）が行っている抜け荷を突き止めたため、清二郎も巻き添えになって加納屋の手下たちに襲撃される。その際、一切の記憶を失った清二郎の記憶を取り戻すため懸命に尽くすが、清二郎が記憶を失っている間に惚れたおつま（実は加納屋の妾、西尾三枝子）という女と共に江戸を脱出させようとしたところを、途中の船岸で待ち構えていた加納屋の手下たちにおつま同様刺殺された。結果的にすずめと清二郎が祝言を挙げる事はなく、最後は記憶を取り戻した清二郎と桃太郎・つばめに看取られ、この世を去った（加納屋たちが桃太郎によって成敗された後、江戸にいるのが辛くなった清二郎は、ひとり郷里に帰っていった）。
- おみよ：吉本真由美（第1話 - 第35話、第37話 - 154話）

「上方屋」に奉公。熊造おはる夫婦が大阪に帰ることになったとき「母が帰って来たらと言ってますから」と言っていたが「みちのく屋」に代わった後も働いていた（一旦国に帰ったが、桃太郎が彦助に頼んで引き取ってもらった）。その後結婚のため第154話を最後に「みちのく屋」を退職した。
実は達磨の忠次（金子信雄）とおしん（名前のみ）の娘だが、そのことを知るのは、おはる（ただし第64話では知らない脚本）と桃太郎のみで本人も知らなかったが、最終的に感づく。ただし名乗りあわずに別れる。
第81話時点では19歳。同話で江戸に奉公する際は熊造が田舎まで迎えに来た思い出を話す。
- 仙太：雷門ケン坊（第1話 - 第9話、第11話 - 第18話、第21話 - 第26話）

つばめの弟分の少年スリ師。つばめのことを「姉御」、すずめのことを「すずめ」と呼ぶ。
つばめから「仙公」と呼ばれることもある。
第26話を最後に登場しなくなる。
- ちょろ髭：下之坊正道（第1話 - 第27話、第29話、第32話 - 第33話、第37話 - 第41話、第45話、第48話）

当たらないことで有名な易の占い師。第48話を最後に登場しなくなるが、第67話ですずめの口から存在だけが語られている。
- お兼：南条みづ江（第1話 - 第18話、第20話 - 第28話、第30話 - 第33話、第35話、第38話 - 第43話、第45話 - 第48話、第51話 - 第71話、第73話 - 第102話）

「お化け長屋」の住人。第102話を最後に登場しなくなる。
- かん平：桂小かん（第1話 - 第12話、第16話 - 第18話、第20話 - 第28話、第30話 - 第33話、第35話、第38話 - 第43話、第45話 - 第93話）

「お化け長屋」の住人。第93話を最後に何の前触れもなくとん太と入れ替わる形で姿を消した。
- 雉の与之助：藤岡琢也 （第52話 - 第55話、第57話 - 第73話、第75話、第76話、第79話 - 第98話）

10年前に足を洗った伊之助の弟分。廻船問屋の水手頭をしていたが、悪人たちの陰謀で船が沈められ、店は闕所になる。桃太郎とともに無実を晴らした後は、伊之助の空き家に住みながら隠密行動を勤める。伊之助と違い定職に就くことはなく、毎回職を変えていた。第98話で妻のおちかが将軍家の嫡子の面倒を見ていた褒美に茶問屋の株をもらうことになり、おちかと共に浜松へ旅立っていった。
つばめからは「与の字（じ）」と呼ばれる。
第34話に登場する雉の与之助（芦屋雁之助〈天眼坊〉）は伊之助の兄貴分のため、別人の可能性あり。
- 達磨の忠次：金子信雄（第57話、第59話 - 第60話、第64話）

鬼神のお松と対立していた義侠の親分。だが実はおみよの生き別れの父親。桃太郎の計らいで足を洗い「上方屋」の板前として働くことになったが、悪党一味にさらわれたおみよの救出を見届けた後、おみよに父親としての名乗りもせぬまま江戸を去った。
- 神島伊織：大友柳太朗（第1話、第22話、第34話、第37話）

松平藩江戸家老。
- 文七：青木義朗（第27話 - 第28話、第31話、第33話 - 第35話、第38話 - 第40話、第43話、第47話、第49話、第51話 - 第52話、第54話、第56話 - 第57話、第59話、第61話、第63話 - 第65話、第69話、第71話、第74話 - 第79話、第81話、第83話 - 第89話、第91話、第93話 - 第97話、第99話 - 第102話）

桃太郎に協力する御用聞き。第71話において、妻のお寅（赤木春恵）と岡っ引き志願の息子の文八（桜木健一）が登場するが、第102話を最後に登場しなくなる。なお、演じる青木はレギュラー入り前の第6話でゲスト出演している。
- おふう：杉村留美子（第81話 - 第102話）

元々は浅草の香具師元締・播磨屋の女中だったが、播磨屋が死亡し失職。途方に暮れていた所を桃太郎に拾われ、彼の手伝いをする事になる。第102話を最後に登場しなくなる。
演じる杉村は大阪出身の当時短大生で、1977年9月から11月にかけて番組で行われた出演者募集で、約3万人の応募者の中から選ばれた。
- とん太：北野清治（第94話 - 第258話）

何の前触れもなくかん平と入れ替わる形でお化け長屋に入ってきた畳職人。
第218話ではお化け長屋に8年住んでいる設定で、お化け長屋の生き字引と自称している。
いつも田之助にこき使われている。すぐ調子に乗る悪い癖があり、その度に田之助から扇子で頭を叩かれている。カナヅチである。
- 蛙の田之助：山城新伍 （第99話 - 第258話）

第99話で与之助の空き家に引っ越してきた貸本屋。酒と金と女に目がない。以前は蔵前の札差大黒屋の若旦那だったがおふじ（原田英子）と駆け落ちしたのち店は火事で焼けてしまった。妊娠していた妻のおふじとともに引っ越してきたのだが、そのおふじは鳥居藩のお家騒動に関わる刺客の刃を受け命を落とした。その後も何度か女性ゲストと恋に落ちているが、いずれも不幸な結末を迎えている。第151話で降板したお光役の西川ひかるに代わり、その彼女が命を落とす1話前の話である第150話から次回予告を担当した。第206話では森田座に引き抜かれたすずめの後釜を探すため仁兵ヱやとん太とともに奔走するが、水茶屋で働いていたお玉をスカウトしようとした際そこの女主人から「引き抜き料」として3両を請求され、泣く泣く断念している。
つばめからは「田之さん」「田の字（じ）」と呼ばれる。
- 大八：鈴木瑞穂（第103話 - 第104話、第106話、第108話、第111話、第114話 - 第116話、第118話、第121話 - 第122話）

桃太郎に協力する御用聞き。文七に代わって登場したが特に経緯は語られず。第122話を最後に登場しなくなる。
似顔絵も描ける（第116話）。
なお、演じる鈴木はレギュラー入り前の第4話でゲスト出演している。
- 彦助：谷村昌彦（第103話 - 第258話）

居酒屋「みちのく屋」の主人として第103話から登場。山形出身で最上川で産湯をつかい、日本橋川善で15年修行した。店の屋号にもあるように東北の出のため、東北弁の訛りがある。
- お光：西川ひかる（第103話 - 第151話）

居酒屋「みちのく屋」の主人夫婦。田之助の知り合いという縁で、大坂へ旅立った熊造・おはる夫婦に代わって「上方屋」の店舗を引き継いだ。なお、お光は第103話以降の次回予告も担当していた。第151話で旧友のおよし（上村香子）が南町奉行・曽根監物（西山辰夫）の浅草見せ物小屋を閉鎖して回向院を儲けさせようとする陰謀に関わっていることを知って彼女を救おうとするが、曽根配下の筆頭与力・三浦左近（名和宏）に斬られて命を落とした。
- おえい：関悦子（第103話 - 第154話）

第103話より登場。お化け長屋に引っ越してきた。第154話を最後に登場しなくなる。
- お勝：絵沢萌子（第155話 - 第207話）

職探しのため江戸へやって来た年増の女。「みちのく屋」に掲げられた求人の看板を見て、働く事を決意するが、既におさよが居たため一度は断念。その後、和歌森藩の上屋敷で奉公するが、ここで家老の悪巧みを立ち聞きしてしまい追われる身となり、みちのく屋に逃げ込む。つばめや田之助らの懇願等もあり、亡くなったお光の後を埋めるため、「みちのく屋」で働く事になった。第207話で病気になった叔母の後を受け、越後の在の小さな村の庄屋の女主人となるため、おさよと共に「みちのく屋」を退職した。
- おさよ：川本美和（第155話 - 第207話）

おみよに代わって「みちのく屋」にやってきた新人店員。第207話で、越後の在の小さな村の庄屋の女主人となるお勝に同行する形で姿を消す。
- 玉川ちどり：坂上味和（第206話 - 第210話、第212話、第214話 - 第217話、第219話 - 第258話）

第206話で玉川一座を離れて森田座の鳳太夫となったすずめに代わり、仁兵ヱにスカウトされる形で一座に入ってきた新入りの娘軽業師。剣の心得がある。
- 玉川かもめ：遠藤薫（第206話 - 第258話）

ちどりやおたま同様に、第206話でとん太にスカウトされる形で一座に入った新入りの娘軽業師。自分をスカウトしてきたとん太をすけこましなチンピラと間違えて投げるなど柔術の心得がある。自分と同じ世代のちどりやおたまと仲が良い。
- おたま：舟倉たまき（第206話 - 第231話、第247話）

第206話より登場。とある水茶屋で働いていたところを、すずめの代わりの娘軽業師を探していた田之助によってスカウトされる。しかし、その水茶屋の女主人によって体を売られそうになったと知るや、そこを逃げ出し、桃太郎の紹介でみちのく屋で働く事になった。しかし、演じる舟倉たまきが『ダンプ渡り鳥』への出演のためにスケジュール確保が困難になり、第231話の次に登場するのは第247話だけである。第247話を最後に登場しなくなる（第231話以降、一時期を除いて「みちのく屋」は彦助が一人で切り盛りする事となった）。
- 神島百合：山本由香利（第1話、第21話）

伊織の娘。演じる山本は、第1話、第21話と本役で出演した後、第142話、第244話に別人役でゲスト出演している。
- 勘助：中村竹弥（第7話、第24話）

つばめの叔父にあたる男。
元十手持ち。
- 森田座勘左衛門：増田順司（第206話）、内田稔（第230話）、西山辰夫（第253話）

玉川一座と肩を並べる見せ物小屋、森田座の座長。第206話で一座が出入りする加納藩の御家騒動が起きた際に、藩主の娘である綾姫（西川峰子・二役）を自分が藩主になるために暗殺しようと企む親戚の加納帯刀（西沢利明）から彼女を守るため、姫とそっくりのすずめを偽の姫に仕立てようと桃太郎たちに協力してもらいに来た。一件解決後、その時の礼としてすずめを鳳太夫として一座に迎えた。その後も、第246話、第253話とそれぞれすずめが登場する話で登場した（回によって役者は違うが設定上は同一人物である）。
- 新助：小林昭二（第124話、第126話、第131話、第135話 - 第136話、第138話 - 第139話）

御用聞き。大八に代わって登場したが大八の時と同じく特に経緯は語られず。第139話を最後に登場しなくなる。なお、演じる小林はレギュラー入りする以前は第47話で旗本・堀長門役、降板後は第230話で近江屋役、第246話で森田屋金兵衛役（後述）で出演している。
- 九蔵：福田豊土（第141話、第143話、第150話、第152話 - 第154話、第156話 - 第157話、第159話、第161話 - 第162話、第167話 - 第168話、第172話、第174話、第178話 - 第179話、第192話、第194話、第196話 - 第197話、第199話、第201話）

御用聞き。新助に代わって登場したが、特に経緯は語られず。第201話を最後に登場しなくなる。なお、演じる福田はレギュラー入りする以前に第96話で筆頭与力・西川左京（ゲスト悪役）を演じていた。
- 塚本三太夫：高城淳一（第83話、第88話、第91話、第102話）、村田正雄（第256話、第258話）

松平備前守の用人。これ以外にも同様の役柄で田島左太夫（永野達雄、高城淳一）が登場する回もある（第130話、第133話、第240話など）。
- 松平備前守新之助（第22話から松平備前守忠行）：高橋英樹（一人二役）

桃太郎の双子の兄であり、大目付（第22話で若年寄に就任）の要職を務める大名。松平家の家督を継いだ備前守に対して、一介の浪人となり、お化け長屋で「よろず養生指南」を営む弟・桃太郎と進んだ道は兄弟で違うが、基本的には兄弟仲は良く、桃太郎を陰ながら支えている。若年寄として公明正大な御政道を世に広めるべく日々奮闘しているが、それを快く思わない現職の幕閣や元幕閣などから疎まれて、度々謀略を仕掛けられる。何度も失脚、切腹、暗殺の危機に瀕するが、桃太郎が未然に防いでくれており、お互いに違う立場から支え合う関係である。
あまりにも真面目に政務に励んでいるため時間的なゆとりがほとんどなく、正妻を娶ることすらままならないほどで、彼を慕う家臣にも唯一の短所として苦言されている（跡取りを早期に作ることが、松平家の存続に必要なため）。後にそれが原因で一悶着起こることとなる。
新之助自身も剣術の修行はしていたようで、さすがに桃太郎には敵わないものの、自らに襲い掛かる刺客から身を守り、時には返り討ちにする程度の強さはきちんと身に着けていた。しかし最終回で風魔一族の刃に倒れる。「手ごわし」と見た風魔の謀略で事前に痺れ薬入りの茶を飲まされてしまっており、そのせいで最後はろくに立つことすらできなかった。一足違いで駆け付けた桃太郎と最後の言葉を交わし、息絶えた。
- 森田屋金兵衛：小林昭二（第246話）

桃太郎らが住むお化け長屋家主の布団問屋。毎月1回、桃太郎たちに家賃を払わせる代わりに、有り難い説教を聞かせている。清太郎（荒木しげる）とお澄（村地弘美）という二人の子供がいる。頑固者な性分故に、跡取り息子の清太郎や桃太郎たち長屋の住人たちに厳しい態度で接する事もある。同業の相模屋庄蔵（御木本伸介）の支援で清太郎が独立した後、森田屋の乗っ取りを企んだ相模屋と納戸頭・青木十太夫（勝部演之）の罠で清太郎が火付けの濡れ衣を着せられて捕縛され、自らもお澄とともに不当に捕縛された。相模屋たちが桃太郎によって成敗された後、見事に疑いが晴れ、清太郎・お澄とともに無罪放免となる。なお、演じる小林はかつて桃太郎の知り合いの岡っ引き・新助親分役でレギュラー出演していた（前述）。

#### サブタイトル・1976年 - 1981年
1976年10月3日 - 1981年9月27日（全258話）
※第103話からクレジットタイトルにゲストの役名が記載されなくなったので、第103話以降のゲストの役名は当て字（役名の記述は間違っている可能性あり）。
|         | サブタイトル                       | 脚本               | 監督       | ゲスト |
| ------- | ---------------------------------- | ------------------ | ---------- | --- |
| 第1話   | 「八百八町罷り通る」               | 野波静雄           | 松尾正武   | 高橋英樹（松平備前守・二役）、大友柳太朗（神島伊織）、菅貫太郎（伊賀半九郎）、川合伸旺（大滝鉄心斎）、山本由香利（神島百合）、中井啓輔（大西虎之助）、浜田雅史（杉田助之進）、笹木俊志、木谷邦臣、福本清三 |
| 第2話   | 「夢を集めて食う男」               | 土井行夫           | 田中徳三   | 倉岡伸太朗（中村時之助）、笑福亭鶴瓶（的の男）、国一太郎（同心 桃山）、山本麟一（居合抜きの浪人）、西田良（浪人）、山口朱美（おすが）、土橋勇、春藤真澄、伊玖野暎子、峰蘭太郎、細川ひろし |
| 第3話   | 「大名屋敷に鬼二匹」               | 結束信二           | 松尾正武   | 岩井友見（おりん）、草薙幸二郎（井上文五郎）、勝部演之（小笠原帯刀）、市地洋子（おしま）、中田博久（宗吉）、村上冬樹（久兵ヱ）、剣持伴紀（吉川）、酒井哲（北島主水）、渡辺清盛（石田）、小代研一（若侍）、鳥巣哲生、中塚智子、由井恵三 |
| 第4話   | 「甘くて苦い恋弁当」               | 飛鳥ひろし         | 田中徳三   | 青山良彦（文吉）、梶三和子（お幸）、内藤武敏（金華堂藤兵ヱ）、鈴木瑞穂（大沢作次郎）、坂東吉弥（同心 伊藤）、村田知榮子（お繁）、田島義文、杉沢勝雄（八蔵）、志乃原良子（小染）、阿波地大輔（雷門の善八）、島田秀雄、遠山金次郎、森源太郎、美松艶子、泉好太郎 |
| 第5話   | 「ああ・涙のつばめ返し」           | 土井行夫           | 松尾正武   | 西村晃（前田玄斉）、上村香子（小玉太夫）、高原駿雄（木曽屋太左衛門）、富川徹夫（河井英介）、藤岡重慶（大村弥九郎）、金田龍之介（金剛院）、蓑和田良太、藤山良、宮永淳子、山下義朗、東孝 |
| 第6話   | 「お鶴が渡る隅田川」               | 野波静雄           | 田中徳三   | 工藤堅太郎（勝三）、中原早苗（お妻）、山岡徹也（音五郎）、青木義朗（上州鉄）、須藤健（丹波屋久五郎）、荒砂ゆき（お絹）、守田学哉（亀吉）、岩尾正隆（壷振り）、河原直人、野内忠信、原田逸夫、中村玉緒（舞鶴屋お鶴） |
| 第7話   | 「つばめの詩」                     | 結束信二           | 松尾正武   | 長谷川弘（下田屋甚九郎）、稲野和子（藤代・お品）、遠藤太津朗（飯田屋銀兵衛）、高田瞳（雪乃）、不破潤（大倉主馬）、滝譲二（辰造）、井上茂（文蔵）、市川男女之助、花紀芽美、中塚かずよ、蓑和田良太、表淳夫、疋田泰盛、富永佳代子、春藤真澄、寺内文夫、駒田真紀、壬生新太郎、中村竹弥（勘助）                                                                           |
| 第8話   | 「この芋五十六文なり」             | 飛鳥ひろし         | 田中徳三   | 南原宏治（松沢嘉兵ヱ）、平泉征（銀次）、瞳順子（お照）、須賀不二夫（九右ヱ門）、園田裕久（惣助）、武田てい子（お直）、黒部進（甚八）、谷啓（松造）、永野達雄、中村錦司、八代郷子、蓑和田良太、春藤真澄、伊玖野暎子、加藤嘉（与兵ヱ） |
| 第9話   | 「伊之助慕情」                     | 山本英明           | 松尾正武   | 長内美那子（お秋）、山田吾一（安造）、井上昭文（鉄蔵）、神田隆（児玉善蔵）、北村英三（藤吉）、伊達三郎（渡海屋）、牧冬吉（久兵ヱ）、鈴木康弘、遠藤薫、大城泰、江原真二郎（栄次） |
| 第10話  | 「のろ松恋ごころ」                 | 山本英明           | 松尾正武   | 本阿弥周子（お文）、西沢利明（加納屋政二郎）、安部徹（椎名主膳）、富田浩太郎（喜助）、池信一（重臣）、外野村晋（上総屋）、浜伸二（竹造）、島村昌子（お慶）、富永佳代子（お美津）、松原健司、川辺俊行、向浜加代子、花紀芽美、左右田一平（松五郎） |
| 第11話  | 「夜桜小僧闇に哭く」               | 和久田正明         | 田中徳三   | 加賀まりこ（お鉗〈夜桜小僧〉）、木村元（茂十）、市村昌治（彦三）、藤川弘、佐々木松之丞、高谷舜二、天津敏（寺田新兵ヱ） |
| 第12話  | 「はるかなる江戸の灯」             | 土橋成男           | 松尾正武   | 三条泰子（お美和）、金井大（越前屋）、岩田直二（伊勢屋）、北見唯一（差配）、市毛良枝（沙織）、浜伸二（源次）、佐名手ひさ子（長屋の女）、内藤康夫、川辺俊行、横内正（佐竹主水） |
| 第13話  | 「裏のうらは裏だった」             | 飛鳥ひろし         | 松尾正武   | 池玲子（お咲）、長谷川待子（お時）、汐路章（松五郎）、結城しのぶ（お房）、秋山勝俊（権八）、松田明（楼主）、北原将光（十文字屋）、山本弘（捨十）、千代田進一（同心）、紅かほる（お甲）、大矢敬典、浪花五郎、長谷川明男（市助） |
| 第14話  | 「祭囃子に咲いた恋」               | 山本英明           | 田中徳三   | 柴俊夫（清次）、蜷川幸雄（昇二郎）、北沢彪（伊勢屋佐兵ヱ）、香野百合子（お菊）、松木聖（お峯）、伊東亮英（惣吉）、千葉敏郎（吉五郎）、大木晤郎（源八）、野口貴史（利助）、蓑和田良太（男衆）、道井恵美子、有島淳平、和田昌也 |
| 第15話  | 「花の乙女の夢が散る」             | 飛鳥ひろし         | 松尾正武   | 高橋元太郎（吉次）、曽根将之（大関修理之介）、小野恵子（お梅）、戸部夕子（おふみ）、大竹修造（鉄造）、森秀人（助八）、浅川美智子（お花）、千代田進一（同心）、日高久、小田真士、遠山金次郎、和田昌也、小峰一男、宮崎博、尾崎弥枝 |
| 第16話  | 「折れた孤剣」                     | 飛鳥ひろし         | 田中徳三   | 高田敏江（昌代）、今井健二（風間一角）、早川雄三（松島屋）、浜田寅彦（大久保左内）、原口剛（水上数馬）、丘路千（安藤）、菅原靖人（一太郎）、三木豊（左近将監）、北原将光（刀剣高）、浪花五郎（居酒屋の親爺）、林勇二、安井昌二（三宅新十郎） |
| 第17話  | 「非情十手と人情豆腐」             | 野波静雄           | 松尾正武   | 大出俊（小猿呂之助）、紅景子（おふじ）、田口計（田原源十郎）、五味龍太郎（吉村兵衛）、唐沢民賢（同心）、井上茂（寺田）、砂塚英夫（蝮の文六）、畑中伶一、榎原政一 |
| 第18話  | 「材木河岸に消えた影」             | 飛鳥ひろし         | 松尾正武   | 待田京介（二階堂伊賀守）、八木孝子（お栄）、藤江リカ（染丸）、伊沢一郎（遠州屋）、外山高士（梶村玄蕃）、阿木五郎（医者）、多賀勝（同心）、荻原郁三（伊藤）、大矢敬典（岡っ引）、新田章（美作屋伊三郎）、羽根康人 |
| 第19話  | 「中仙道・鬼狩り道中」             | 山本英明           | 田中徳三   | 入川保則（安藤数馬）、武藤英司（越後屋）、勝部演之（佐野誠一郎）、梅津栄（銀平）、大森不二香（お加代）、戸浦六宏（青山伊織）、重久剛（源六）、宮川珠季（岩吉）、石原須磨男、疋田泰盛、乃木年雄、藤長照夫、范文雀（お京） |
| 第20話  | 「夫婦纏が紅蓮に舞った」           | 飛鳥ひろし         | 田中徳三   | 赤座美代子（お艶）、柴田侊彦（辰吉）、北原義郎（大久保弾正）、近藤宏（赤城大之進）、宮口二朗（源蔵）、原健策（政五郎）、西山辰夫（鳥飼文之亟）、広瀬義宣（権次）、千代田進一、五十嵐義弘、奥村裕子、夏八木勲（伊三郎） |
| 第21話  | 「浮世絵の女」                     | 飛鳥ひろし         | 松尾正武   | 宮園純子（お志乃）、南道郎（唐津屋）、川辺久造（金森丹下）、佐藤京一（国友鉄二郎）、西田良（梶川甚八）、谷村昌彦（直助）、千代田進一（同心伊藤）、山田良樹（島田順之助）、内藤康夫（職人）、鳥巣哲生、春藤真澄、吉田隆之 |
| 第22話  | 「あに、おとうとめぐり会う日に」   | 野波静雄           | 松尾正武   | 高橋英樹（松平備前守・二役）、大友柳太朗（神島伊織）、亀石征一郎（本多達十郎）、山本由香利（百合）、津田亜矢子（三勝）、黒部進（大久保勝四郎）、谷村昌彦（直助）、谷口完（河内屋）、石浜祐次郎（目付田代）、森章二（梶村）、八代郷子（お幸）、有川正治、滝譲二、笹木俊志、蓑和田良太、佐々尾美恵子、小池朝雄（植村出羽守）                                           |
| 第23話  | 「涙でうたう子守唄」               | 土橋成男           | 田中徳三   | 高津住男（太田備前守）、町田祥子（加代）、高桐真（吉村彦太夫）、永田光男（家老岡本）、山村弘三（駿河屋）、田中弘史（千葉）、柳原久仁夫（椎橋）、佐藤功（政之助）、近江輝子（お松）、谷光典（浅吉）、浜木綿子（駒吉） |
| 第24話  | 「鬼奉行を消せ」                   | 飛鳥ひろし         | 田中徳三   | 岸田森（遠州屋五郎蔵）、田中春男（与平）、東野英心（政七）、小林勝彦（赤不動の弥平次）、遠藤真理子（おちか）、国一太郎（亀田）、寺島雄作、丘路千、溝田繁、田畑猛雄、出水憲司、菊地健一、小柳圭子、蓑和田良太、御木本伸介（笹尾備前守）、中村竹弥（勘助） |
| 第25話  | 「母子の夢を斬った鬼」             | 結束信二           | 松尾正武   | 高橋長英（狩野采女）、高城淳一（酒井備後）、藤浩子（おふじ）、田渕岩夫（同心 神田）、水上保広（源助）、北原将光（茂兵ヱ）、武田てい子（近所の女）、中村錦司（石部）、三浦徳子（女将）、中塚かずよ（おきぬ）、大河内宏太郎（幇間）、沢田雅美（お久） |
| 第26話  | 「泥沼に咲いた紅い花」             | 和久田正明         | 松尾正武   | 佐原健二（田宮要蔵）、人見きよし（太郎兵ヱ）、荒砂ゆき（薄雪）、有吉ひとみ（小紫）、小野恵子（伏見）、森幹太（望月伊織）、高田直久（利助）、新屋英子（うめ）、秋山勝俊（弥助）、宮城幸生、森内一夫、森源太郎、桂登志子、矢部義章、梶三和子（玉緒） |
| 第27話  | 「袋小路の男」                     | 野波静雄           | 田中徳三   | 高橋英樹（松平備前守・二役）、石田信之（新助）、松橋登（卯之助）、須賀不二男（田黒豊後守）、六本木真（喜三郎）、北原義郎（村井）、青木義郎（文七）、有馬昌彦（福井屋）、森秋子（お艶）、小林加奈枝（お梅）、小林泉（女将）、森谷譲、岡嶋艶子、宮崎博、土橋勇、林三恵、西田治子、山下景子、北野清治                                                                   |
| 第28話  | 「泣き笑い千両くじ」               | 山本英明           | 田中徳三   | 正司花江（お花）、花沢徳衛（富造）、今井健二（内藤丹後守）、大関優子（おわき）、青木義郎（文七）、伊達三郎（源兵ヱ）、中村孝雄（今井小十郎）、山本清（文海）、浜田雄史（仙吉）、河原崎長一郎（長吉） |
| 第29話  | 「ふるさとは遠かった」             | 和久田正明         | 松尾正武   | 高橋英樹（松平備前守・二役）、長谷川明男（小平次）、川合伸旺（村松四郎兵ヱ）、沼田曜一（黒蛇の久造）、伊沢一郎（伊沢左内）、有川正治（滝沢）、浜伸二（藤吉）、入江慎也（浪花屋）、井上茂（又市）、滝譲二（山崎）、有島淳平、大矢敬典、小峰一男、畑中伶一、内藤康夫、川辺俊行、長門勇（野狐の七兵ヱ）                                                                 |
| 第30話  | 「瑪瑙に命を賭けたやつ!」          | 猪又憲吾           | 松尾正武   | 内藤武敏（嶋屋矢右ヱ門）、津山登志子（おみつ）、北見治一（彦七）、宮口二朗（楠木）、森章二（藤造）、石沢健、細川ひろし、藤山良、松山省二（宇之吉） |
| 第31話  | 「宵宮に消えた神輿」               | 野波静雄           | 田中徳三   | 今出川西紀（おしん）、木村元（富田屋宗兵ヱ）、松山照夫（猫助）、北條清嗣（清三郎）、海老江寛（岩本直道）、八代郷子（おみね）、西田良（浪人）、名和宏（堀近江守）、藤長照夫、島田秀雄、大木実（烏山検校） |
| 第32話  | 「幼なじみにご用心!」              | 和久田正明         | 田中徳三   | 藤尾純（京極盛親）、正司照江（おふう）、早川雄三（堀田岩城守）、外山高士（高田）、永野達雄（酒井）、笹吾朗、乃木年雄、大月正太郎、北野清治、友金敏雄、倉岡伸太朗（久蔵） |
| 第33話  | 「のれん分け油地獄」               | 飛鳥ひろし         | 山下耕作   | 河原崎建三（新八）、天津敏（黒川内膳）、佐野厚子（お菊）、久富惟晴（留蔵）、小鹿番（相模屋）、高城淳一（備前屋）、伊東亮英（田辺）、行友勝江（お梶）、西山嘉孝（吉五郎）、井関一（与力萩野）、野崎善彦、波多野博、森源太郎、遠山金次郎、細井伸吾、星野美恵子 |
| 第34話  | 「儚い恋の花いちもんめ」           | 野波静雄           | 山下耕作   | 高橋英樹（松平備前守・二役）、大友柳太朗（神島伊織）、亀石征一郎（大久保佐渡守）、麻田ルミ（お紺）、芦屋雁之助（天眼坊）、江見俊太郎（本田帯刀）、松田明（島の甚内）、吉川雅恵（お福）、古賀久美子、和田昌也、有島淳平、福本清三、志茂山高也、藤沢徹夫、東孝、西山清孝、寺内文夫                                                                                     |
| 第35話  | 「鬼がひしめく青梅宿」             | 飛鳥ひろし         | 田中徳三   | 高橋英樹（松平備前守・二役）、織本順吉（間部長門守）、酒井修（弥市）、富田仲次郎（武蔵屋勘兵衛）、木村理恵（お咲）、夢路いとし（久助）、中井啓輔（小笠原刑部）、大橋壮多（与吉）、唐沢民賢（岩瀬源八郎）、玉生司朗（石橋）、大木晤郎、矢奈木邦二郎、富永佳代子、小田正作、木谷邦臣、疋田泰盛                                                                         |
| 第36話  | 「海の男の燃える恋」               | 山本英明、奥山貞行 | 松尾正武   | 中田博久（磯吉）、大木正司（富塚頼母）、幸田宗丸（清七）、増田順司（宗右ヱ門）、明石潮（徳太郎）、天王寺虎之助（久兵ヱ）、有川正治（源蔵）、山口智子（おくみ）、宮城幸生（辰造）、蓑和田良太（呼び込みの男）、平沢彰（役人A）、伊吹吾郎（六平太） |
| 第37話  | 「尼僧の館に黒い雨」               | 和久田正明         | 松尾正武   | 高橋英樹（松平備前守・二役）、大友柳太朗（神島伊織）、早川保（土井長門守）、小野恵子（桂春尼）、黒部進（有馬）、藤山律子（小麗尼）、谷口完（諸岡久連）、小田部通麿（鉄心）、北見唯一（茂兵ヱ）、柳川清（彦坂風悦）、稲野和子（極月院）、三浦徳子、宮川珠季、佐々木松之丞、丸平峰子、藤川弘                                                                           |
| 第38話  | 「甘い言葉に罠がある」             | 結束信二           | 田中徳三   | 菅貫太郎（塚原主水）、月亭可朝（医者）、江幡高志（伝兵ヱ）、山本弘（島帰りの男）、重久剛（銀蔵）、鰐石鈴子（お節）、日高久（久兵ヱ）、谷光典（丑松）、笹木俊志（やくざ）、西内隆司、奥野由美子、池田謙治、加藤匡志、石橋蓮司（友吉） |
| 第39話  | 「嘘つき小僧が飛んで来た」         | 山本英明           | 田中徳三   | 八木孝子（小ゆき）、伊藤洋一（竹松）、山岡徹也（安藤帯刀）、根岸一正（半次）、千葉敏郎（橋場左内）、杉沢勝雄（角造）、池田幸路（お紋）、北村光生（伊勢屋の番頭）、鳥巣哲生、斎藤晴雄、中尾彬（新助） |
| 第40話  | 「男ごころの茶碗酒」               | 飛鳥ひろし         | 田中徳三   | 高橋英樹（松平備前守・二役）、殿山泰司（粂造）、清水めぐみ（おまさ）、田中明夫（遠藤美濃守）、五味龍太郎（稲妻の丈吉）、国一太郎（服部）、高並功、岩尾正隆、笹木俊志、大矢敬典、有島淳平、野村鬼笑、星野美恵子、紅かほる、小阪和之、火野正平（音松） |
| 第41話  | 「怒りの刃を振り上げろ」           | 土橋成男           | 山下耕作   | 高橋英樹（松平備前守・二役）、林与一（寺内兵馬）、佐々木孝丸（松村鉄翁）、八名信夫（岩井弥十郎）、須藤健（武蔵屋）、藤山喜子（おたか）、田島義文（安藤大膳）、珠めぐみ（小つる）、千葉保、和田昌也、大城泰、高谷舜二 |
| 第42話  | 「涙で見送る子の門出」             | 野波静雄           | 山下耕作   | 宮口二郎（新三）、穂積隆信（相良大蔵）、金井大（七平）、神田隆（島村近江守）、長谷川待子（お綱の方）、清川新吾（島村采女）、青柳武志（新之助）、北原将光（結城信濃守）、中村錦司（儀助）、井上茂（吉村）、林三恵（萩野）、土橋勇（高橋）、伊玖野映子、宮前ゆかり、大崎紀子、山口ジュン、磯村みどり（お篠）                                                           |
| 第43話  | 「お化け長屋に出たお化け」         | 野波静雄           | 田中徳三   | 小瀬格（坂上帯刀）、海老江寛（花菱屋）、浜田雄史（堀川与十郎）、丘路千（伊左ヱ門）、太田優子（女将）、木谷邦臣（釣人一）、江原政一（若い衆）、奈三恭子（お露）、東孝（釣人二） |
| 第44話  | 「手鎖慕情」                       | 和久田正明         | 田中徳三   | 八代郷子（お浜）、江夏夕子（お豊）、勝部演之（藤岡甚五郎）、辻萬長（与次郎）、大前均（仁左ヱ門）、永田光男（清兵衛）、金井進二（島造）、御木本伸介（天満屋嘉兵ヱ）、田中弘史（丑松）、芦田鉄雄（捨吉）、山田良樹（太吉）、上村明子（おこの）、島田秀雄、内藤康夫、定本京子                                                                                           |
| 第45話  | 「からくり武士道」                 | 和久田正明         | 松尾正武   | 高橋英樹（松平備前守・二役）、新藤恵美（登勢）、北原義郎（多羅尾主膳）、五島雅博（堀部右京亮）、田畑猛雄（高塚）、滝譲二（鹿島）、笹木俊志（高木）、和田かつら（信乃）、森本晃史（亀之助）、品川隆二（小野寺甚内） |
| 第46話  | 「酔いどれ芸者の涙唄」             | 山本英明           | 松尾正武   | 横山道代（お駒）、吉田義夫（駿河屋吉蔵）、穂高稔（新吉）、森幹太（仙石外記）、稲吉靖（仙八）、森章二（望月左内）、出水憲司、市川男女之助、新田章、小峰一男、遠山金次郎、畑中伶一、大城泰、尾崎弥枝、坂東京三郎 |
| 第47話  | 「昌平坂に消えた夢」               | 飛鳥ひろし         | 山下耕作   | 佐原健二（酒井図書）、山口雅樹（堀数馬）、佐々木剛（北村小太郎）、柳川昌和（広瀬）、高橋仁（田辺）、岩尾正隆（捨八）、峰菊太郎（塚本）、森秀人（庄八）、小林昭二（堀長門）、田村亮（音吉） |
| 第48話  | 「黒い鼠に数え唄」                 | 結束信二           | 山下耕作   | 松本留美（お千賀）、山本麟一（土井平四郎）、川辺久造（文左ヱ門）、日高晤郎（幸助）、団巌（菱川源十郎）、山村弘三（宗兵ヱ）、宮川珠季、和泉敬子、森源太郎、寺内文夫、藤川弘、藤長照夫、壬生新太郎、宮崎博、鳥巣哲生、楠三千代 |
| 第49話  | 「男いちずの灯が消えた」           | 和久田正明         | 田中徳三   | 田島令子（お染〈お絹〉）、和崎俊哉（宮本大輔）、内田勝正（富蔵）、伊達三郎（佐倉屋萬蔵）、潮建志（大黒屋清五郎）、玉生司朗（橋本）、大木晤郎（政吉）、北野清治（源太）、浪花五郎、紅かほる、星野美恵子、藤山良、浜田光夫（直八） |
| 第50話  | 「盗人一家は福の神」               | 山本英明           | 田中徳三   | 田坂都（お澄）、今福正雄（利平）、平泉征（栄次）、剣持伴紀（内藤源三郎）、武藤英司（内藤修理）、長谷川弘（勘藏）、冷泉公裕（平吉）、服部妙子（お園）、伊吹友木子（お勢）、疋田泰盛（喜助）、古賀久美子（お梅） |
| 第51話  | 「さらば伊之助」                   | 野波静雄           | 山下耕作   | 高橋英樹（松平備前守・二役）、南原宏治（井関臥竜斎）、浜田寅彦（天笠屋徳右ヱ門）、岡部正純（闘犬藤五）、小田敏治（村上源太郎）、花紀芽美（おふり）、浜田雄史（田島左太夫）、土橋勇、平川正雄、泉好太郎、松本泰郎、入川保則（村上左門） |
| 第52話  | 「猿の代りに雉が来た!」            | 野波静雄           | 山下耕作   | 高城淳一（水野肥前守）、石井宏明（泉州屋）、有川正治（村井）、渡辺千春（お光）、稲葉義男（本多豊後守）、宍戸大全（半九郎）、遠山金次郎（町役）、和田昌也（平七）、友金敏雄（地廻り）、岩本多代（お梶） |
| 第53話  | 「じゃじゃ馬剣法」                 | 山本英明           | 田中徳三   | 水原麻記（千鶴）、佐々木孝丸（神尾成政）、見明凡太郎（大島典膳）、江見俊太郎（岸田孫九郎）、西山嘉孝（西村帯刀）、近藤準（平田屋藤蔵）、有川博（大島小十郎）、石原須磨男、宮城幸生、高谷舜二 |
| 第54話  | 「闇をさく妖剣」                   | 加瀬高之           | 田中徳三   | 曽根将之（仙場）、大関優子（お峰）、中村錦司（木島）、重久剛（久造）、黛康太郎（又八）、新田章、疋田泰盛、大城泰、岸田森（市毛左十郎） |
| 第55話  | 「子つばめ騒動記」                 | 飛鳥ひろし         | 斎藤武市   | 高橋英樹（松平備前守・二役）、吉野佳子（おまさ）、山岡徹也（参州屋）、黒部進（河村兵助）、原良子（お滝）、池信一（尚文堂主人）、北見唯一（医者）、宮原淳一（正太）、蓑和田良太、堀北幸夫、乃木年雄、森源太郎、笹木俊志、遠藤太津朗（白石十太夫） |
| 第56話  | 「夜空に飛んだ流れ星」             | 和久田正明         | 斎藤武市   | 瞳順子（およう）、川合伸旺（天魔の五郎蔵）、玉川伊佐雄（別所勘解由）、灰地順（辻川兵馬）、清水彰（日野屋）、伝法三千雄（丑松）、邦保（利助）、谷光典（耳助）、瀬賀敏之、藤原勝、小坂和之、森次晃嗣（流れ星の半次郎） |
| 第57話  | 「達磨と鬼神がやって来た」         | 野波静雄           | 山下耕作   | 白木万理（鬼神のお松）、横森久（血煙の半蔵）、加賀邦男（本多伊賀守）、園田裕久（紋太郎）、市村昌治（五郎助）、伊東辰夫（鮫吉）、藤江喜幸（百助）、山口幸生、山崎博之、島田秀雄、畑中伶一、林三恵、金子信雄（達磨の忠次） |
| 第58話  | 「二つの顔の男」                   | 山本英明           | 山下耕作   | 高橋英樹（松平備前守・二役）、波乃久里子（志津）、菅貫太郎（本多和泉）、安部徹（清蔵）、久野四郎（元村）、藤沢薫（源助）、日高久（桔梗屋）、宮本毬子（お駒）、北原将光（金兵ヱ）、川浪公次郎、家野繁次、山田良樹、井上孝雄（小出十蔵） |
| 第59話  | 「岸うつ波に母の声」               | 野波静雄           | 田中徳三   | 菅井きん（大和屋おさい）、早川雄三（青山下野守）、伊沢一郎（島屋幸兵ヱ）、鈴木誠一（茂十郎）、井上茂（三次）、北野清治（田川）、森源太郎（番頭）、上田ひとみ（お俊）、金子信雄（達磨の忠次） |
| 第60話  | 「虹をつかんだお姫さま」           | 和久田正明         | 田中徳三   | 金子信雄（達磨の忠次）、下元勉（竹内伊織）、田口計（梁瀬左近）、有馬昌彦（朝倉佐渡）、森下鉄朗（藤川左馬之介）、佃一美（菊路）、和泉敬子（藤乃）、宮城幸生、笹木俊志、和泉雅子（綾姫） |
| 第61話  | 「浮世の水は辛かった!」            | 山本英明           | 山下耕作   | 池波志乃（お半）、浜村純（伊勢屋藤兵ヱ）、大塚国夫（遠州屋重蔵）、高野眞二（山上図書）、木村元（仙八）、花上晃（敬吉）、玉生司朗（辰五郎）、大木悟郎、平沢彰、野崎善彦、由井恵三、松山省二（福太郎） |
| 第62話  | 「孤児（みなしご）を食った鬼」     | 飛鳥ひろし         | 山下耕作   | 高橋英樹（松平備前守・二役）、早瀬久美（お仙）、酒井修（辰吉）、森幹太（塚本刑部）、牧冬吉（庄田九郎兵ヱ）、長島隆一（越後屋三右衛門）、不破潤（岡本金吾）、早見栄子（妙心尼）、邦保（商人）、市川男女之助（山城屋）、大崎紀子（妙秀尼）、西康一、泉好太郎、大月正太郎、北村勝一郎、桑垣浩子、瀬賀敏之                                                               |
| 第63話  | 「泣き笑い侍人生」                 | 土橋成男           | 山下耕作   | 今出川西紀（西山志乃）、加藤和夫（牧野定重）、南城竜也（尾津進次郎）、幸田宗丸（石川頼母）、北町嘉朗（白川）、鈴木康弘、友金敏雄、浪花五郎、川辺俊行、藤巻潤（西山左近） |
| 第64話  | 「さよならだけが人生だ」           | 野波静雄           | 山下耕作   | 南道郎（疾風の辰）、内田勝正（死神の半次）、松山照夫（般若の松）、有川正治（血祭りの权次）、井上茂（早耳）、多賀勝（とびっちょ）、飯田覚三（弥助）、山本一郎（不知火の新三）、波多野博（瓦版売り）、大城泰（亭主）、世羅豊、和田昌也、美松艶子、宮永淳子、金子信雄（達磨の忠次）                                                                                     |
| 第65話  | 「桃太郎一家のお正月」             | 野波静雄           | 山下耕作   | 塚本信夫（右平次）、嵯峨善兵（越後屋宗七）、遠藤剛（変化の新三）、田中浩（谷村帯刀）、五味龍太郎（畠山勘解由）、林孝一（灘屋）、里木左甫良（伝兵ヱ）、柳川清（丸美屋）、田畑猛雄（二代目甚内）、表淳夫（海南屋）、沖時夫（大福屋）、笹吾朗（豆狸の源助）、国田栄弥（久蔵）、石沢健、大崎紀子、寺内文夫、疋田泰盛                                                     |
| 第66話  | 「嘘とまことの仇討悲願」           | 和久田正明         | 内出好吉   | 秋野暢子（りつ）、石沢佑介（有島摂津守）、新海百合子（お新）、小田部通麿（岩崎要）、多々良純（室岡宗達）、須永克彦、波多野博、吉田純子、小田正作、中村敦夫（神崎平九郎） |
| 第67話  | 「すずめの初恋」                   | 山本英明           | 内出好吉   | 荒谷公之（辰造）、大村文武（石田源内）、山本清（藤島左門）、土屋靖雄（政吉）、植田峻（現・うえだ峻）（竹次）、伊東亮英（堺屋喜兵ヱ）、松田明、草木宏之、有島淳平、宮崎博、小峰一男、東孝 |
| 第68話  | 「浮かれ女（うかれめ）も恋をする」 | 和久田正明         | 牧口雄二   | ジャネット八田（およう）、石橋蓮司（佐平次）、新井和夫（丸屋利兵ヱ）、藤尾純、天王寺虎之助、野川愛、須永克彦、伝法三千雄、徳田実、田中圭介、小野朝義、待田京介（戸倉肥後守） |
| 第69話  | 「おれはお江戸のダメ同心!」        | 和久田正明         | 田中徳三   | 増田順司（駒井備中守）、清水めぐみ（あき）、山本昌平（どくろの吉藏）、早川研吉（島造）、森秋子（おえん）、深町綾子（きぬ）、入江慎也、木谷邦臣、林三恵、内藤康夫、東孝、鶴田忍（青柳大五郎） |
| 第70話  | 「凧に乗った五百両」               | 山本英明           | 牧口雄二   | 高橋英樹（松平備前守・二役）、今井健二（横田丹後）、住吉正博（弥太郎）、北村英三（忠右ヱ門）、伊藤克（橋本主膳）、松村康世（おかみさん）、山本弘（僧侶）、堀北幸夫（商人A）、森秀人（虚無僧）、宮川珠季（小池）、小松健悦（儀兵ヱ）、大矢敬典、吉久高広、赤座美代子（お京）                                                                                          |
| 第71話  | 「親子十手に花が咲く」             | 野波静雄           | 田中徳三   | 赤木春恵（お寅）、陶隆司（久世石見守）、田中綾（お町）、堀田真三（久世源三郎）、西山辰夫（重役）、松田明（小山政之助）、石沢健（畄五郎）、千葉保、遠山金次郎、高谷舜二、志茂山高也、桜木健一（文八） |
| 第72話  | 「絵筆に賭けた命」                 | 松山威             | 牧口雄二   | 佐藤仁哉（押川春光）、鳥居恵子（お鶴）、成瀬昌彦（芳亭梅園）、外野村晋（扇屋徳兵ヱ）、外山高士（叶屋泉三郎）、北原義郎（北尾重政）、中田博久（栄助）、橘麻紀（お染）、小池雄介（伝造）、重久剛（仙八）、蓑和田良太（獄門竹）、北野清治（鉄次）、奈辺悟、小峰隆司、白井孝史、大江光                                                                                   |
| 第73話  | 「十手と恋と初手柄」               | 山本英明           | 斎藤武市   | 小倉一郎（立花周平）、田中明夫（甲州屋伝蔵）、天津敏（並木左近）、江幡高志（般若政）、福山象三（宗三郎）、浜伸二（辰造）、有島淳平、和田昌也、遠山金次郎、白井滋郎、吉岡靖彦（千太）、吉田隆之（虎吉）、池田真司（良平）、吉田真由美（おつる）、田坂都（お加代） |
| 第74話  | 「フグの毒より怖い罠」             | 野波静雄           | 斎藤武市   | 横光克彦（忠吉）、岐邑美沙子（妙）、遠藤征慈（大久保大膳）、高城淳一（志村源次郎）、剣持伴紀（阪東采女）、大木正司（同心 村井）、成瀬正、市川男女之助、奈辺悟、土屋嘉男（忠八（忠左衛門）） |
| 第75話  | 「つばめが飛んだ甲州路」           | 和久田正明         | 井沢雅彦   | 田島令子（お軽）、清水綋治（丸目十内）、黒部進（六平太）、沖田駿一（鬼火の捨吉）、伊藤高（友造）、北野清治、日高久、大城泰、森源太郎、畑中伶一、田崎潤（石切の百蔵） |
| 第76話  | 「魚屋おちか出世噺（ばなし）」     | 和久田正明         | 斎藤武市   | 内田朝雄（永石備後守＝永石石翁）、井上昭文（矢沢）、田口計（勘助）、伊吹友木子（淑子）、木田三千雄（吉田金兵ヱ）、江高マモル（寅吉）、松田明（六兵ヱ）、北原将光（利助）、鈴木康弘（大久保）、山口朱美（藤波）、山口真代、川浪公次郎、友金敏雄、瀬賀敏之、江利チエミ（おちか）                                                                                       |
| 第77話  | 「男涙のけつねうどん」             | 田上雄             | 斎藤武市   | 原田英子（おきた）、佐原健二（後藤備後守）、曽根将之（沢田鬼十郎）、山岡徹也（豊島屋）、中井啓輔（仁助）、宮島誠（辰吉）、国一太郎（松三）、五十嵐義弘（与之助）、火野正平（梅吉） |
| 第78話  | 「すずめの目明し志願」             | 野波静雄           | 斎藤武市   | 松本留美（お葉）、丹古母鬼馬二（霧切丸）、大木正司（同心 村井）、阿波地大輔（辰吉）、高並功（雨切丸）、乃木年雄（番太郎）、山本麟一（雲切丸） |
| 第79話  | 「女を変える化粧水（みず）」       | 猪又憲吾           | 井沢雅彦   | 三浦真弓（お役者お玉）、久富惟晴（脇坂帯刀）、高木二朗（両国屋悦蔵）、浜田晃（鈴木堅吾）、谷光典（源太）、三浦徳子（鬼神のお富）、河原崎建三（弥平次） |
| 第80話  | 「罪つくりな遺言」                 | 山本英明           | 山下耕作   | 北川めぐみ（お秋）、本阿弥周子（お豊）、小美野欣二（斎藤伊織）、唐沢民賢（十六夜の新八）、西田良（勘次）、大木晤郎（丑松）、高原駿雄（寝待ちの藤兵ヱ）、浜田雄史（仙造）、宮城幸生（医者）、宮崎晴子（お千代）、安部徹（宇崎兵庫） |
| 第81話  | 「瞼に咲いた白い花」               | 和久田正明         | 山下耕作   | 加賀まりこ（お夕）、天津敏（小森右京太夫）、北原義郎（嶋屋長五郎）、富田浩太郎（稲垣対馬守）、村田正雄（播磨屋利兵ヱ）、長谷川弘（蔵三）、伊東亮英（忠兵ヱ）、堀北幸夫（三州屋）、丘路千（島次）、宮川珠季（直七）、芦田鉄雄（元締）、土橋勇（定八）、寺内文夫、藤長照夫、壬生新太郎、村居京之輔、星野美恵子、杉谷恵美                                               |
| 第82話  | 「泣くな妹兄貴はつらい」           | 和久田正明         | 山下耕作   | 芦屋雁之助（爲吉）、三上真一郎（小平次）、川合伸旺（喜多川左内）、武藤英司（上総屋）、玉生司朗（政五郎）、新田章（金之助）、高並功（福助）、川浪公次郎、五十嵐義弘、白川浩二郎、西山清孝、夏目雅子（お染） |
| 第83話  | 「命を賭けた恩返し」               | 野波静雄           | 山下耕作   | 高橋英樹（松平備前守・二役）、菅貫太郎（岩瀬主計頭）、神田隆（南紀大納言治次）、高城淳一（塚本三太夫）、伊達三郎（黒木伝蔵）、牧冬吉（松田）、山村弘三（湊屋徳兵ヱ）、有川正治（沢井）、香月京子（おとわ）、日高久、峰祐介、大城泰、矢野義実 |
| 第84話  | 「無言で許す親心」                 | 長坂秀佳           | 山下耕作   | 高橋英樹（松平備前守・二役）、木村功（仁王の徳次）、石浜朗（織部弾正）、早川絵美（お直）、汐路章（上総屋善兵ヱ）、三沢慎吾（卯吉）、野崎善彦、志乃原良子、池田謙治、藤山良、大崎紀子 |
| 第85話  | 「女金貸し鬼より怖い」             | 和久田正明         | 田中徳三   | 山本清（内藤能登守）、住吉正博（久吉）、森幹太（田島屋治兵ヱ）、須藤健（与作）、重久剛一（丑松）、須永克彦（清助）、邦保（源六）、家野繁次、森下鉄朗、藤沢徹夫、伊玖野栄美、赤座美代子（おつな） |
| 第86話  | 「大当り貧乏くじ」                 | 和久田正明         | 松尾正武   | 高橋英樹（松平備前守・二役）、新藤恵美（お宮）、富川徹夫（市松）、玉川伊佐男（半兵ヱ）、新井和夫（徳兵ヱ）、林家木久蔵（現:林家木久扇）（雲国）、坂口徹（菊次）、若柳禄寿（おまん）、石浜祐次郎（河内屋清右衛門）、森章二（佐吉）、伝法三千雄、島田秀雄、波多野博、宮城幸生、疋田泰盛、司裕介、御木本伸介（小西丹後守）                                              |
| 第87話  | 「鶴が啼く岸辺」                   | 和久田正明         | 松尾正武   | 村地弘美（おつる）、早川雄三（三田村大学）、森みつる（おはん）、岩田直二（与茂七）、有川博（貴三郎）、小田部通麿（捨吉）、松村康世（お勝）、平沢彰（青木）、表淳夫（越後屋）、小野朝美、中塚和代、遠山金次郎、大月正太郎、内藤康夫、浜加代子、安井昌二（室田勘兵ヱ）                                                                                                 |
| 第88話  | 「コロリと八ッ手と鬼の面」         | 野波静雄           | 山下耕作   | 高橋英樹（松平備前守・二役）、今福正雄（香川統道）、三浦リカ（香川綾）、入川保則（宗田玄以）、藤岡重慶（百種堂総兵ヱ）、高城淳一（塚本三太夫）、田中浩（夛田豊後守）、野口貴史、野崎善彦、中村錦司、峰蘭太郎 |
| 第89話  | 「家出した放蕩おやじ」             | 和久田正明         | 田中徳三   | 殿山泰司（天満屋喜平）、森次晃嗣（天満屋清吉）、中島ゆたか（お梶）、上原ゆかり（お房）、須賀不二男（小笠原釆女正）、外山高士（鳴海屋文治郎）、柳川清（惣助）、有島淳平（番頭）、丸平峯子（お梅） |
| 第90話  | 「良薬は苦すぎた」                 | 山本英明           | 田中徳三   | 田中明夫（佐渡屋藤吉）、佐山俊二（和平）、勝部演之（高村左内）、早川純一（徳太郎）、中村玉緒（お文）、曾我廼家一二三（久助）、国一太郎（鉄五郎）、井上茂（壷振り）、鳴尾よね子（およし）、木谷邦臣、大矢敬典、友金敏雄、春藤真澄 |
| 第91話  | 「鳶が狙った鷹一羽」               | 田上雄             | 斎藤武市   | 高橋英樹（松平備前守・二役）、水原麻紀（おせん）、宮口二朗（永井左馬之介）、高城淳一（塚本三太夫）、平泉征（松五郎）、島米八（弥之吉）、黛康太郎（伊三郎）、土橋勇（常）、高谷舜二（由造）、壬生新太郎（乙松）、寺内文夫（仙次）、東孝、江原政一、藤原勝、滝田裕介（木曽屋清兵衛）                                                                                   |
| 第92話  | 「成田詣りで逢った女（ひと）」     | 和久田正明         | 山下耕作   | 江波杏子（お歌）、今井健二（今津の富蔵）、小島三児（ホラ松）、内田稔（中尾甲斐守）、吉田義夫（大和田の清兵ヱ）、稲吉靖司（三本竹）、山口幸生（川津平内）、野口貴史（仙造）、黛康三（呂九平）、大木晤郎（蔵三）、有川正治（弥助）、寺下貞信、邦保、野崎善彦、藤沢薫、新城邦彦、大城泰、川辺俊行、浜加代子                                                             |
| 第93話  | 「絵馬堂の家出軍団」               | 石川孝人           | 田中徳三   | 八木孝子（お里）、清嶋智子（久美）、木村元（剃刀新三）、中井啓輔（近藤兵庫）、永野達雄（木曽屋惣兵ヱ）、小松陽太郎（仙太）、佐藤京一（平塚玄蕃）、新屋英子（おしん）、北野清治（呼び込み）、多々良純（赤間藤ヱ門） |
| 第94話  | 「早替りお化け屋敷」               | 野波静雄           | 山下耕作   | 内田喜郎（志村伊織）、大関優子（妙）、近藤宏（水野勘十郎）、辻萬長（阪東辰蔵）、大木正司（同心 村木）、中村錦司（石坂源之進）、頼光健之（源太郎）、木谷邦臣、大矢敬典、峰蘭太郎、江原政一 |
| 第95話  | 「舞い込んだお姫様」               | 加瀬高之           | 山下耕作   | 堀越陽子（茜）、小林尚臣（神谷庄三郎）、花沢徳衛（五兵ヱ）、高野眞二（大滝将監）、入江慎也（高桑）、玉生司朗（久六）、浜田雄史、宮川珠季、江田真弓 |
| 第96話  | 「父娘を結ぶ赤い布」               | 山本英明           | 田中徳三   | 今福正雄（喜兵ヱ）、東啓子（お弓）、福田豊土（西川左京）、山岡徹也（吉五郎）、永野達雄（相模屋）、平野康、重久剛一、上田恵子、波多野博 |
| 第97話  | 「夫婦喧嘩を食った鬼」             | 野波静雄           | 山下耕作   | 須藤健（堀江河内守）、塚本信夫（三枝光三郎）、新海百合子（おそと）、五味龍太郎（虎吉）、井上茂（丑松）、梶本潔（鮫造）、小林泉（東光尼）、松本正樹（三太）、なべおさみ（紋三郎） |
| 第98話  | 「飛び立った雉の与之助」           | 和久田正明         | 田中徳三   | 加藤和夫（畠山早雲）、中田博久（左右田一角）、伊沢一郎（木村玄沢）、村田正雄（吉田金兵ヱ）、伊吹友木子（淑子）、山口朱美（藤波）、山口真代（浦里）、日高久、瀬賀敏之、星野美恵子、富永佳代子、江利チエミ（おちか） |
| 第99話  | 「引越して来たスゴい奴」           | 和久田正明         | 田中徳三   | 山城新伍（中田伊織・二役）、坂本長利（仙石飛騨守直勝）、宗方奈美（まゆ）、沼田曜一（戸倉外記）、原田英子（おふじ）、高杉玄（市子登）、清水彰（からす堂半兵衛）、浜伸二（十六夜）、高並功（鬼羽織）、藤長照夫、篠田耕一、島田秀雄、森源太郎、有島淳平 |
| 第100話 | 「江戸に灯りの戻る夜」             | 山本英明           | 山下耕作   | 香野百合子（お久）、睦五郎（岩瀬将監）、剣持伴紀（清吉）、天草四郎（信濃屋佐兵ヱ）、長谷川弘（大黒屋仙蔵）、根岸一正（仙太郎）、唐沢民賢（石田源内） |
| 第101話 | 「お毒味された悪だくみ」           | ちゃき克彰         | 田中徳三   | 田中浩（安藤織部正）、大竹修造（佐吉）、汐路章（伝三）、荒井注（竹内勇之進）、岩田直二（伊勢屋喜兵衛）、北村勝一郎、池田謙治、疋田泰盛 |
| 第102話 | 「さらば上方屋」                   | 野波静雄           | 山下耕作   | 高橋英樹（松平備前守・二役）、奈三恭子（おまあ）、頭師佳孝（長吉）、高城淳一（塚本三太夫）、木村元（堀井玄蕃）、天王寺虎之助（浪花屋治助）、高桐真（坂上伊予守）、芝本正（伊三郎）、毛利清二、疋田泰盛、丸平峯子、藤川弘 |
| 第103話 | 「呑んべえ芸者騒動記」             | 加瀬高之           | 山下耕作   | 遠藤太津朗（秋田屋辰蔵）、亀石征一郎（惣助）、伊達三郎（榊主膳）、伊藤克（大塚九内）、富田仲次郎（信濃屋）、潮健児（立花屋源次）、司裕介、藤沢徹夫、小笠原町子、三浦徳子、高島早苗、島田秀雄、吉原なるみ、北村勝一郎、小牧いづみ、浜木綿子（春千代） |
| 第104話 | 「月の出の母子唄」                 | 和久田正明         | 田中徳三   | 名和宏（母里大炊頭）、山口幸生（相良金吾）、永田光男（料亭主人）、鈴木康弘（母里の用人）、秋山勝俊（清五郎）、佐名手ひさ子、宮本毬子、平沢彰、大月正太郎、那須伸太郎、宮城幸生、春藤真澄、宮永淳子、宮崎晴子、児玉田美代、田中真理（おりん）、吉行和子（血桜お吉）                                                                                                   |
| 第105話 | 「北の岬の渡り鳥」                 | 和久田正明         | 山下耕作   | 清川虹子（小竹屋おかつ）、中川七瀬（おかよ）、森秋子（おさん）、佐藤仁哉（小三郎）、千葉敏郎（羽黒石）、有川正治（羽黒石の子分）、原田力（羽黒石の子分）、五十嵐義弘（羽黒石の子分）、芦田鉄雄（愛宕の勘兵衛）、蓑和田良太、志茂山高也、壬生新太郎、岡嶋艶子、木谷邦臣                                                                                               |
| 第106話 | 「十手持ちにご用心」               | ちゃき克彰         | 田中徳三   | 小林稔侍（音吉）、水原麻記（おしず）、藤岡重慶（神谷）、中井啓輔（大黒屋藤兵衛）、外山高士（田原主馬）、永野達雄（野村伝左衛門）、波多野博、和田昌也、小峰隆司、小坂和之、美松艶子、平河正雄、松本正樹 |
| 第107話 | 「天狗が泣いた兄弟仁義」           | 和久田正明         | 田中徳三   | 鶴間エリ（おたま）、荒砂ゆき（お梅）、田口計（綱木小文吾）、江幡高志（ボーフラ）、平泉征（千代松）、江並隆（内藤周防守）、森秀人（伊沢九郎兵ヱ）、谷啓（天狗の安五郎） |
| 第108話 | 「流転の女に情の傘」               | 和久田正明         | 田中徳三   | 片桐竜次（清次）、北原義郎（尾張屋万蔵）、近藤宏（亀石長門守）、加賀まりこ（お津和）、大木晤郎、松本泰郎、遠山金次郎、黛康三、星野美恵子、紅かおる、大城泰、有島淳平、内藤康夫、藤山良、西山清孝、細川純一 |
| 第109話 | 「笛吹き若様町人志願」             | 山本英明           | 田中徳三   | 田村亮（鍋島松太郎 = 栗太郎）、多々良純（松尾嘉門）、今井健二（秋山帯刀）、田畑猛雄（百姓）、八名信夫（立花）、奈辺悟、小野朝美、乃木年雄（佐賀藩主）、池田謙二、志茂山高也、畑中怜一、西田治子 |
| 第110話 | 「惚れて笑って喧嘩して」           | 山本英明           | 山下耕作   | 加茂さくら（お藤）、三遊亭円之助（文福亭喜楽）、冨田浩太郎（小出源四郎）、須藤健（館川多聞）、五味龍太郎（花川戸の重兵衛）、滝譲二、梶本潔、浜田雄史、野上哲也、家野繁次、長門勇（文福亭茶楽） |
| 第111話 | 「戻った記憶が呼んだ鬼」           | 加瀬高之           | 山下耕作   | 斎藤恵子（お葉）、倉石功（弥吉）、武藤英司（唐津佐平次）、中田博久（井原の用心棒）、小田部通麿（井原新八郎）、市村昌治（丈八）、白川浩二郎（捨三）、柳川昌和、篠田耕一、高橋仁、日高綾子、寺内文夫、椿竜二、藤長照夫、吉尾恵士 |
| 第112話 | 「紅い花散る地獄旅」               | 和久田正明         | 井沢雅彦   | 小島三児（盗人）、森幹太（堀江左京）、山岡徹也（浅井縫殿助）、岩尾正隆（高木要蔵）、森みつる（唐人の刺客）、高並功、友金敏雄、笹木俊志、桂登志子、和歌林三津江、大江光、松原智恵子（浜路） |
| 第113話 | 「つばめに届いた紙風船」           | 和久田正明         | 山下耕作   | なべおさみ（染吉）、成瀬昌彦（米倉隠岐守）、内田昌宏（米倉の用人）、梅津栄（嘉吉）、寺下貞信、久仁亮子、山本弘、藤川弘、高谷舜二、土橋勇、山田良樹、有島一郎（播磨屋幸兵衛） |
| 第114話 | 「タヌ助かかった恋の罠」           | 和久田正明         | 井沢雅彦   | 有川博（巳之助＝野狐小僧）、加賀邦男（青柳出羽守）、溝田繁（佐野屋）、出水憲司（青柳の用人）、名護屋一、坂本和子、遠山金次郎、北村わたる、宮城幸生、近江輝子、新藤恵美（おなつ） |
| 第115話 | 「つっぱりすぎた欲の皮」           | 山本英明           | 田中徳三   | 久永智子（お弓）、森祐介（幸吉）、山本麟一（美濃屋）、宮口二郎（美濃屋番頭）、加藤嘉（弥兵ヱ）、中村錦司（福田屋格造）、堀内一市（石原丹後）、北見唯一（勘助）、森章二（福田屋の手代）、笹吾朗、疋田泰盛、丸平峰子、大矢敬典、森源太郎 |
| 第116話 | 「雪に舞い散る母子唄」             | 和久田正明         | 山下耕作   | 柳川慶子（お豊）、関敬六（風花屋和兵衛）、川合伸旺（木暮出雲守）、西田良（筒井）、青木卓（幸太郎）、井上明子、蓑和田良太、梅地徳彦、藤村薫、木谷邦臣、和田昌也、大月正太郎、細川純一、稲垣陽子、松岡健治、葉田秀樹、草木宏是、福田雅章 |
| 第117話 | 「男も惚れる千両役者」             | 和久田正明         | 山下耕作   | 高橋英樹（松平備前守・二役）、坂東八十助（嵐徳之助）、待田京介（柴田主膳）、神田隆（清水修理）、早川雄三（永井帯刀）、黒部進（石川源十郎）、岡本ひろみ（永井の娘）、花柳貴答、野口貴史、中村錦司、五十嵐義弘、前川恵美子、高井理恵、阿部和江 |
| 第118話 | 「江戸っ子娘に春が来た」           | 和久田正明         | 井沢雅彦   | 長谷直美（お春）、志賀勝（権九郎／春雨小僧、二役）、田口計（奥平主水正）、高杉玄（奥平の用人）、灰地順（蝮の菊次）、潮建志（国松）、田畑猛雄（遊女屋主人）、寺下貞信、佐藤晟也、有島淳平、島田秀雄 |
| 第119話 | 「女宿無し恋の雨」                 | 和久田正明         | 山下耕作   | 萩奈穂美（おふね）、小野川公三郎（与三郎）、古代一平（捨吉）、菅貫太郎（朝倉雅楽頭）、北九州男（一文字宗風）、曽根晴美（宗風の用心棒）、古田良全（宗風の子分）、大辻慎吾（宗風の子分）、市川男女之助（浅田藩家老）、須永克彦（貸本屋卸し元）、白井孝史、司裕介、宮崎博、宮永淳子、浪花五郎、福山千夏、弓周市、辻村重樹                                               |
| 第120話 | 「和蘭ことばに父娘の涙」           | 柏原寛司           | 田中徳三   | 今出川西紀（お里）、須賀不二男（小松帯刀）、原口剛（神尾）、有川正治（片山）、滝譲二（井上）、白川浩二郎（吉武）、宮川珠季、小坂和之、浜村純（津田源十郎） |
| 第121話 | 「すずめの剣術修業」               | 野波静雄           | 井沢雅彦   | 結城しのぶ（有賀香織）、長谷川明男（建部庄三郎）、増田順司（有賀源左衛門）、武藤章生（田尻）、田中浩（黒沢左馬之介）、外山高士（安藤石見守）、国一太郎（鉄砲松）、遠山金次郎、疋田泰盛、司裕介、飯田覚三、森源太郎、矢部義章、江原政一、藤山良、友金敏雄 |
| 第122話 | 「奉公人はつらいよ」               | 野波静雄           | 山下耕作   | 牟田悌三（清兵衛）、小島三児（萬字楼主人 = 稲妻小僧）、八木孝子（楓）、今井健二（田所十郎左ヱ門）、福山象三（近江屋一番番頭）、表淳夫（太兵ヱ）、島米八、鈴木康弘（鬼頭）、峰蘭太郎、大矢敬典、小峰隆司、小柳圭子（お辰）、宍戸大全、森山紀秀、太田雅幸、波多野博、藤沢徹夫                                                                                          |
| 第123話 | 「別れに泣いた信州路」             | 和久田正明         | 山下耕作   | 丘みつ子（おきぬ）、川地民夫（浅吉）、天津敏（岩佐の砂五郎）、波田久夫（諸口軍兵衛）、大前均（岩吉）、北見唯一（幸次郎）、牧冬吉（岡島）、石沢健、正島一孝、湯川裕己、秋山勝俊、杉沢勝雄、日高久、笹木俊志、木谷邦臣、大城泰、西山清孝、壬生新太郎、藤長照夫、内藤康夫                                                                                               |
| 第124話 | 「日本一の暴れ熊」                 | 山本英明           | 田中徳三   | 龍虎（熊五郎）、北林早苗（おしず）、蟹江敬三（蝮の辰三）、中井啓輔（豊前屋番頭）、林泰文（虎吉）、山岡徹也（仙石求馬）、疋田泰盛（豊前屋）、奔田陵、藤川弘、野村鬼笑、藤本伸仁、弓周市、竹本秀生、久米学 |
| 第125話 | 「福の神だと云う女」               | 野波静雄           | 山下耕作   | 亀井光代（おふく）、和崎俊哉（村瀬三十郎）、北川めぐみ（村瀬篠）、近藤宏（高坂大膳）、沖田駿一（喜三郎）、汐路章（十造）、山本清（弥太五郎）、柳川清、小田由貴、尾崎弥枝、佐名手ひさ子、市川男女之助（越後屋総兵衛）、西東洋（総次郎）、辻村重樹、川辺俊行、窪田弘和、石塚祥聖                                                                                       |
| 第126話 | 「看板娘を狙う鬼」                 | 和久田正明         | 田中徳三   | 高橋英樹（松平備前守・二役）、金子信雄（和兵衛）、千野弘美（おまき）、早川保（荒木志摩守）、内田昌宏（島次）、伊藤克（飛竜館道場主）、大木晤郎（飛竜館道場の門弟）、富永佳代子（おみね）、重久剛一（政吉）、東孝、日高綾子、大月正太郎、白井滋郎、なべおさみ（与五郎）                                                                                               |
| 第127話 | 「あらくれ女大学」                 | 和久田正明         | 山下耕作   | 津山登志子（美和）、御木本伸介（畠山出雲介）、品川隆二（亀井平助）、名和宏（石橋右京亮）、荒木雅子（出雲介の母）、吉田純子（もよ）、藤村薫、紀々本恵美、山本弘、高並功、吉岡靖彦、常山直子、泉春子 |
| 第128話 | 「琉球を食う鬼退治」               | 野波静雄           | 山下耕作   | 石川えり子（お恵）、吉田哲子（おまち）、江田真弓（お絹）、原口剛（源田肥前守）、長谷川弘（堺屋）、石橋雅史（吉田利左衛門 ＝ 知念）、浜木綿子（おゆう）、小林泉、木谷邦臣、小阪和之、森源太郎、高谷舜二、畑中伶一、東孝、美松艶子 |
| 第129話 | 「無法河岸の女親分」               | 和久田正明         | 田中徳三   | 赤座美代子（おりょう）、平泉征（直次郎）、伊達三郎（酒井采女）、田中弘史（東海屋仙之助）、中田博久（酒井の用人）、白川浩二郎、細川純一、原田逸夫、椿竜二、友金敏雄 |
| 第130話 | 「花嫁修業は命がけ」               | 野波静雄           | 山下耕作   | 高橋英樹（松平備前守・二役）、佐野守（沢木伊織）、幸田宗丸（相良伊賀守）、霧島八千代（田島家女中頭）、永野達雄（田島左太夫）、柳原久仁夫（相良藩家老）、大矢敬典、宮城幸生、川辺俊行、森山紹秀 |
| 第131話 | 「母子涙のわかれ道」               | 和久田正明         | 田中徳三   | 松田洋治（貞吉＝房丸）、五味龍太郎（横倉丹後守）、塚本信夫（望月軍兵衛）、浜田雄史（室戸藩主）、三浦徳子 (女優)三浦徳子（室戸藩側室）、芝本正（船木）、遠山金次郎（宮部）、丸平峰子、春藤真澄、南田洋子（おくに） |
| 第132話 | 「男の別れに散る桜」               | 和久田正明         | 山下耕作   | 高橋英樹（松平備前守・二役）、吉本真由美（さよ・二役）、藤巻潤（多門彦九郎）、下元年世（備前守の家臣）、吉中六（浪人）、壬生新太郎、嶋田秀雄、疋田泰盛、滝田裕介（建部伯耆守）、曽根晴美（網干） |
| 第133話 | 「千代田の濠に咲く友情」           | 野波静雄           | 井沢雅彦   | 高橋英樹（松平備前守・二役）、森次晃嗣（酒井仙十郎）、田口計（本多丹波守）、清水彰（榊原肥前守）、永野達雄（田島左太夫）、有川正治（相良）、国一太郎（木村佐渡守）、唐沢民賢（淡路屋）、天知茂（脇坂摂津守・特別出演）、北村光生（秋田屋）、乃木年雄（大島屋）、山本一郎（木曽屋）、吉川佳代子（酒井の母）、那須伸太朗（酒井の息子）、藤沢徹夫、池田真司（松本桂順） |
| 第134話 | 「通り雨に消えた女」               | 高階秋成           | 山下耕作   | 夏純子（おたき）、岩田直二（銀蔵）、天津敏（波屋元六）、早川雄三（三田村弾正）、名護屋一（桧屋）、平沢彰、西東洋、川浪公次郎 |
| 第135話 | 「妖しの花を咲かせる女」           | 和久田正明         | 井沢雅彦   | 高橋英樹（松平備前守・二役）、根岸とし江（小笛）、川合伸旺（土屋飛騨守）、菅貫太郎（竹中孝信）、加賀邦男（竹中藩留守居役）、玉生司朗（竹中藩士）、志茂山高也、丘路千、有島淳平、山田良樹、岡本美登 |
| 第136話 | 「仇討ち母子星」                   | 土橋成男           | 山下耕作   | 松尾嘉代（小ふみ）、井上昭文（河内屋五郎蔵）、八木孝子（おまさ）、武藤英司（塚原主膳）、三島史郎（銀次）、角田英介（新次郎）、松本正樹、春藤真澄（おたき） |
| 第137話 | 「蝶々のくれた赤ン坊」             | 野波静雄           | 山下耕作   | 范文雀（蝶々太夫 ＝ おせい）、東野英心（三太郎）、黒部進（小野隼人正）、沖田駿一（勘次）、鈴木康弘（坂田大膳）、白川浩二郎（大橋佐兵衛）、石浜祐次郎（越後屋喜兵衛）、高橋仁（渡中間）、島村昌子（越後屋内儀）、波多野博（権太）、森源太郎 |
| 第138話 | 「血槍武士道」                     | 和久田正明         | 田中徳三   | 目黒祐樹（伊能新兵衛）、鈴鹿景子（つる）、待田京介（宇津木又三郎）、片桐竜次（次郎吉）、西田良（宇津木の仲間）、中村錦司（天野佐兵衛）、宮川珠季（宇津木の仲間）、安部潮、河野実、堀内一市、伊野辺亮介、内藤康夫、大城泰、和田昌也 |
| 第139話 | 「奇跡を運ぶ白い鳩」               | 飛鳥ひろし         | 田中徳三   | 三浦真弓（おつね）、船戸順（伊勢屋辰蔵）、早川保（天満屋利兵衛）、中立奈美（おふゆ）、森川公也（天満屋番頭）、山岡徹也（奥平玄蕃頭）、中庸助（奥平の家臣）、藤川弘（奥平の家臣）、富永佳代子、美松艶子、滝譲二 |
| 第140話 | 「男涙のおけさ節」                 | 和久田正明         | 山下耕作   | 長門勇（暗闇坂の五郎蔵）、北原義郎（千石安芸守）、山本昌平（吉川）、出水憲司（五郎蔵の子分）、秋山勝俊（五郎蔵の子分）、広瀬義宣（寅松）、寺下貞信（大家）、森下鉄朗、伊東亮英、大月正太郎、遠山二郎、多田和生、宮園純子（おりは） |
| 第141話 | 「浮世絵美人を狙う鬼」             | 和久田正明         | 井沢雅彦   | 野川由美子（おもん・二役）、高杉玄（高見澤監物）、五味龍太郎（小村）、中井啓輔（桑名屋嘉兵衛）、成瀬正（義松）、阿木五郎（深町錦春）、柳川清（筒井）、徳田興人、宮城幸生、峰蘭太郎、柳川昌和、丸平峰子、小坂和之、山部薫、西田治子 |
| 第142話 | 「瓦版修業は命がけ」               | 野波静雄           | 山下耕作   | 横内正（藤岡屋芳兵衛）、北上弥太郎（樽屋与左衛門）、綾川香（小田切伊豆守）、今井健二（杉本竹十郎）、岩尾正隆（吉川玄蕃）、大木晤郎（同心・村木）、山本由香利（樽屋お鈴）、千代田進一、宍戸大全、田中清男、北剛、藤長照夫 |
| 第143話 | 「泥棒一家の用心棒」               | 和久田正明         | 井沢雅彦   | 有島一郎（松代屋八兵衛）、外山高士（橘因幡守）、古代一平（孫作）、梅津栄（錦助）、山村弘三（幸兵衛）、北見唯一（近江屋）、西康一（横井）、浜田雄史（喜八）、蓑和田良太、野上哲也、野崎善彦、山口朱美、司裕介、島田秀雄、八木田芳寿、東孝 |
| 第144話 | 「幇間涙あり!」                    | 松原敏春           | 田中徳三   | 小松政夫（三八＝仙太）、佐野アツ子（うぐいす＝お静）、宮口二朗（黒田屋勘兵衛）、内田勝正（梶山元勝）、市川男女之助（藤兵衛）、根岸一正（銀次）、小峰一男、大矢敬典、平河正雄、若井けいじ |
| 第145話 | 「鯛より旨い鰯の人情」             | 飛鳥ひろし         | 尾田耕太郎 | 高橋英樹（松平備前守・二役）、名古屋章（長谷川小兵衛）、弓恵子（まき）、堀越節子（まきの母）、菅貫太郎（南條式部少輔）、森章二（浪人）、田中浩（天野陣蔵）、溝田繁（南條の用人）、有川正治（天野道場の門弟）、平沢彰（天野道場の門弟）、重久剛一（阿部家御膳番）、木谷邦臣（浪人）、今川浩一、宍戸大全、近藤洋介（阿部大和守）                                       |
| 第146話 | 「死を招いた勘違い」               | 名倉勲             | 田中徳三   | 梅地徳彦（六助）、伊達三郎（堀田肥後守）、灰地順（佐貫屋三右衛門）、吉田豊明（佐貫屋番頭）、日高久（贋金職人）、八名信夫（佐貫屋の用心棒）、泉好太郎、池田謙二、高谷舜二、細川純一、北村勝一郎、細井伸悟、弓周市、川辺俊行、宮崎博 |
| 第147話 | 「万才! 桃太郎先生」               | 野波静雄           | 田中徳三   | 松田洋治（虎吉）、丹呉年克（宗助）、山岡徹也（水野勘解由）、牧冬吉（越後屋）、黒部進（小田）、林野奈子（おきぬ）、倉沢満夫、上野郁巳、増田壮太郎、大場利明、嶺川貴子、神田橋満、泉好太郎、宮崎博、千野弘美（おふゆ）、三島ゆり子（越後屋内儀） |
| 第148話 | 「つばめのつばめ」                 | 野波静雄           | 井沢雅彦   | 江木俊夫（石川鶴千代）、川合伸旺（石川帯刀）、早川絵美（汐姫）、増田順司（田中忠左衛門）、宮川珠季（石川主水）、五十嵐義弘（原田）、奔田陵、平河正雄、竹内健一、藤沢徹夫、小谷浩三、土橋勇 |
| 第149話 | 「仁兵衛が惚れたお母ちゃん」       | 山本英明           | 尾田耕太郎 | 桜町弘子（お清）、横森久（豊田監物）、山本清（井筒屋吉兵衛）、池田真司（長太）、瀬賀敏之（竹次）、小湊都起子（お民）、押川祥子（お文）、市村昌治（仙吉）、壬生新太郎、滝譲二、大出俊（卯之吉） |
| 第150話 | 「オーイ! 出てこい三千両」         | 松原敏春           | 井沢雅彦   | 今福正雄（藤兵衛）、山本みどり（おそで）、左右田一平（喜助）、幸田宗丸（仁科軍太夫）、高峰圭二（源次）、白川浩二郎（熊蔵）、勝野賢三（香月）、原田力、笹木俊志、福本清三 |
| 第151話 | 「白い肌に御用心」                 | 山本英明           | 田中徳三   | 上村香子（およし）、名和宏（三浦左近）、西山辰夫（曽根監物）、北九州男（真海）、青木卓、森谷泰章、大橋壮多、東孝、内藤康夫、大城泰、藤長照夫 |
| 第152話 | 「大江戸剣術王座決定戦」           | 松原敏春           | 尾田耕太郎 | 平泉征（伊庭新八郎）、堀越陽子（八重）、宮口二朗（堀江兵庫）、小笠原良知（倉田屋儀兵衛）、丘路千（堀江の用人）、宮城幸生（審判）、木谷邦臣、峰蘭太郎、細川純一、波多野博、疋田泰盛、有島淳平、池田謙二、壬生新太郎、藤沢徹夫 |
| 第153話 | 「父の敵は桃太郎」                 | 山本英明           | 井沢雅彦   | 村地弘美（深尾久江）、亀石征一郎（佐吉）、原口剛（南条伊織）、村田正雄（藤吉）、波田久夫（金子大学）、中村錦司（南町奉行）、藤沢薫（利助）、南祐輔（同心）、吉岡靖彦（深尾達哉）、森源太郎（深尾平十郎）、笹木俊志、福本清三、藤山喜子、白井滋郎、小坂和之、畑中伶一、八木田芳寿、古川京子                                                                           |
| 第154話 | 「お救い小屋の山猫娘」             | 飛鳥ひろし         | 井沢雅彦   | 高橋英樹（松平備前守・二役）、長谷直美（お直）、遠藤太津朗（木曽屋）、岩田直二（五兵衛）、伊藤克（九鬼右京太夫）、藤森政義（大助）、菊池晋（正太）、原理英子（お菊）、永野達雄（田島左太夫）、鈴木康弘（三宅）、阿波地大輔（九鬼の家臣）、入江慎也（同心）、岡本美登（盗人）、山田良樹、川辺俊行、前川恵美子、原田二美                                               |
| 第155話 | 「べらんめえ姫君」                 | 和久田正明         | 田中徳三   | 吉沢京子（照姫）、山本紀彦（前原太一郎）、神山寛（和歌森藩主）、森幹太（高力頼母）、神母英助（ゴロツキ）、小柳圭子（おもと）、藤長照夫（ゴロツキ）、石倉英彦（須波）、浜田寅彦（圓福寺住職） |
| 第156話 | 「からくり悪党番付」               | 和久田正明         | 山下耕作   | 下條アトム（文吉＝御洒落小僧）、阿藤海（蔵三）、根岸一正（国松）、蟹江敬三（猿橋の蟹蔵）、久里みのる（源太）、藤尾純（百助）、溝田繁（大河内弾正）、北原将光（越前屋）、新城邦彦（骨董商）、大木晤郎（辻川）、北見唯一（衣装屋）、平河正雄、遠山金次郎、那須伸太朗、藤川弘                                                                                           |
| 第157話 | 「分家よろず養生指南」             | 山本英明           | 井沢雅彦   | 和崎俊哉（三好修平）、東千晃（菊枝）、山本麟一（吉川頼母）、浜田晃（佐々木伊織）、岩尾正隆（飯田主膳）、下元年世（中根）、山本一郎（北見屋）、鳥巣哲生（福田）、有島淳平（島田屋）、高谷舜二、矢部義章 |
| 第158話 | 「父子で彫った愛の面」             | 野波静雄           | 山下耕作   | 高橋英樹（松平備前守・二役）、柴田侊彦（清次郎）、早瀬久美子（おふじ）、上田孝則（清助）、中村孝雄（観阿弥）、冨田浩太郎（三沢屋藤兵衛）、外山高士（酒井長門守）、永野達雄（田島左太夫）、柳原久仁夫、小峰隆司、蓑和田良太 |
| 第159話 | 「田之助の婿入り志願」             | 野波静雄           | 田中徳三   | 清川虹子（おこう）、草薙幸二郎（向井将監）、井上昭文（松田源三）、今井健二（吉村吉蔵）、大森不二香（おなみ）、朝比奈潔子、森源太郎、宍戸大全 |
| 第160話 | 「地獄に墜ちた福の神」             | 高階航             | 井沢雅彦   | 鮎川いずみ（おせん）、北原義郎（酒井兵庫）、大月正太郎（有馬時政）、中田博久（村瀬） |
| 第161話 | 「夢から来た手紙」                 | 飛鳥ひろし         | 尾田耕太郎 | 中川七瀬（小菊）、高品格（市兵衛）、石橋雅史（霞の甚五郎）、国一太郎（菊蔵）、江並隆（白石十太夫）、芝本正（江戸屋十兵衛）、野上哲也、家野繁次、宮本毬子、河野清子、峯るみ子、三浦徳子、西東洋、市条享一、辻村重樹 |
| 第162話 | 「顔に傷のある女」                 | 和久田正明         | 田中徳三   | 佳那晃子（おゆう）、横山リエ（おはま）、頭師孝雄（佐吉）、稲吉靖司（松葉屋）、沖田駿一（友蔵）、小西由貴（お美代）、五味龍太郎（蠣崎主水正）、志茂山高也、壬生新太郎、西野比佐代、尾池美紀、若竹育子 |
| 第163話 | 「甘い餌には罠がある」             | 山本英明           | 尾田耕太郎 | 珠めぐみ（おひさ）、久富惟晴（花川戸の繁蔵 = 蝮の繁蔵）、江見俊太郎（井上監物）、江幡高志（鉄五郎）、五十嵐義弘（繁蔵の子分）、平河正雄、井上茂、大矢敬典 |
| 第164話 | 「お袋さんと呼ばれたい」           | 名倉勲             | 田中徳三   | 丹阿弥谷津子（おとら）、河原崎建三（飛騨屋久蔵）、小栗一也（飛騨屋茂十）、塚本信夫（但馬政直）、勝部演之（木曽屋与兵衛）、重久剛一（佐五蔵）、司裕介（佐五蔵の子分） |
| 第165話 | 「あいつと呑んだ涙酒」             | 高橋稔             | 井沢雅彦   | 宍戸錠（鳴海半兵衛）、中島葵（おまき）、栗田洋子（おなみ）、田口計（黒木刑部）、岩田直二（小田原藩留守居役）、八名信夫（五十嵐玄蕃）、有川正治（黒木の配下）、浜田雄史（佐久間弥太郎）、杉沢勝雄、笹木俊志、倉富勝士、西田治子、世羅豊、松原健司、三ツ木清隆（太助）                                                                                                 |
| 第166話 | 「おしゃれ殿様」                   | 和久田正明         | 尾田耕太郎 | 金子信雄（一柳鉄舟＝一柳隠岐守）、小島三児（伴作）、水原麻記（おふく）、幸田宗丸（南部河内守）、田中浩（南部の家臣）、小林稔侍（浅見四郎兵衛）、鈴木康弘（刺客の侍）、藤江リカ（遊女）、田渕岩夫（富沢）、武周暢（刺客の侍）、波多野博（南部の家臣）、山口朱美（遊女）、志乃原良子（遊女）、小林泉（遊女）                                                           |
| 第167話 | 「飛んで火に入る仇討娘」           | 土橋成男           | 井沢雅彦   | 甲にしき（おさえ）、多々良純（長吉）、睦五郎（村松源太夫）、神田隆（牧野伊勢守）、灰地順（伊那屋番頭）、谷口完（伊那屋藤兵衛）、和久井節緒（沢田屋）、高並功、木谷邦臣、島田秀雄 |
| 第168話 | 「よろず心配ごと指南」             | 和久田正明         | 田中徳三   | 夏純子（おしん）、栗田ひろみ（おはる）、川合伸旺（紙屋長門守）、うえだ峻（虎松）、大井小町（おたね）、五味龍太郎（紙屋の用人）、寺下貞信、小笠原町子、乃木年雄、小峰隆司（仙吉）、八木倫子（お千代）、多田和生、畑中伶一、細川純一、御木本伸介（吉兵衛） |
| 第169話 | 「百拾番は殺しの番号」             | 名倉勲             | 田中徳三   | 夏純子（おしん＝玉川うずら）、栗田ひろみ（おはる＝玉川うぐいす）、平凡太郎（権十）、横山あきを（助左）、安部徹（水野石見守正昭）、伊藤克（光覚）、出水憲司（光覚の用心棒）、白川浩二郎、遠山金次郎、東竜子 |
| 第170話 | 「お化け長屋の花魁道中」           | 山本英明           | 井沢雅彦   | 田村亮（友吉）、小林かおり（薄雪太夫＝お雪）、武藤英司（三浦屋）、高野眞二（金子大学）、内田勝正（金子又十郎）、伊藤亨治（井筒屋佐兵衛）、大木晤郎（三浦屋の手代）、宮城幸生（浪人）、柳川清（友吉の父）、江原政一、徳永真由美、中川尚子、上田真理、永井佐都子、夏純子（おしん＝玉川うずら）、栗田ひろみ（おはる＝玉川うぐいす）                                     |
| 第171話 | 「男涙の土俵入り」                 | 野波静雄           | 田中徳三   | 龍虎（金太郎＝松風）、片桐夕子（おしん）、山岡徹也（井原権兵衛）、最上龍二郎（榊原出羽守）、上田孝則（三太）、大前均（谷ヶ岳）、溝田繁（武蔵屋）、藤尾純（三太夫）、藤本伸二、内藤康夫、藤巻潤（酒井肥後守） |
| 第172話 | 「つばめに惚れた鉄砲玉」           | 和久田正明         | 田中徳三   | 矢吹二朗（吉松）、浜田晃（闇切の勘助）、黒部進（黒猫の仁蔵）、宮島誠（中島甲斐守 = 中島采女正 ）、藤森健之（七之助）、佐藤晟也（権次）、笹木俊志（中島の用人）、木谷邦臣、志茂山高也、池田謙治、矢部義章、壬生新太郎、富永佳代子、星野美恵子 |
| 第173話 | 「恋女房は人の妻」                 | 和久田正明         | 尾田耕太郎 | 河原崎長一郎（幸吉）、倉石功（福江藩主・義矩）、北川恵（お夢の方＝おしま）、今井健二（相良大江進）、牧冬吉（福江藩留守居役・榎本伊織）、原良子（妙の方）、山村弘三（大家・幸兵衛）、鈴木康弘（福江藩用人）、海老江寛（八右衛門）、蓑和田良太（棟梁）、石倉英彦（堀）、阿南忠幸（秀丸）、山田良樹（疋田）、菊地健一、河野清子、道井恵美子、八木田芳寿、森山紹秀       |
| 第174話 | 「お化け長屋のタヌキ騒動」         | 野波静雄           | 尾田耕太郎 | 野川由美子（お滝・二役）、坂上二郎（権吉）、住吉道博（お役者小僧 = 三浦の用人）、菅貫太郎（三浦大次郎）、高城淳一（伊藤玄朴）、根岸一正（伊助）、福原秀雄（越後屋）、北原将光（いわし屋）、久仁亮子 |
| 第175話 | 「嘘からでた親孝行」               | 名倉勲             | 井沢雅彦   | なべおさみ（吾作）、外山高士（本多佐渡守）、塚本信夫（相模屋徳兵衛）、うえだ峻（孫蔵）、西田良（山崎）、吉川雅恵（おみね） |
| 第176話 | 「お江戸結婚相談所」               | 和久田正明         | 井沢雅彦   | 中尾ミエ（お留）、田口計（牧浦一学）、剣持伴紀（富松）、柳原久仁夫（牧浦の家臣）、筑波健（相談所の客）、田中弘史（御用聞き）、平沢彰（牧浦の家臣）、河野富子、泉好太郎、黒田努、西野比早代、桂登志子（おつね）、美松艶子、西田治子、花沢徳衛（藤兵衛） |
| 第177話 | 「花形太夫の座を奪え!」            | 杉本容子           | 田中徳三   | 森幹太（板倉大膳）、綾川香（鳴海屋）、有川正治（弥助）、丘路千（大橋）、森源太郎、疋田泰盛、波多野博、岩田直二（和泉屋清兵衛） |
| 第178話 | 「アバタもエクボ」                 | 野波静雄           | 田中徳三   | 岡田奈々（お京）、丹古母鬼馬二（伝吉）、早川純一（松前屋徳助）、三島ゆり子（お絹）、五味龍太郎（結城佐渡守）、野上哲也（松田源次郎）、小西由貴（おつね）、川浪公次郎（利助） |
| 第179話 | 「道楽息子の置土産」               | 山本英明           | 尾田耕太郎 | 荒木しげる（仙太郎）、佳那晃子（おしげ）、村田正雄（美濃屋喜兵衛）、石橋雅史（大滝の鉄蔵）、北村英三（伊勢屋）、神田隆（笹原蔵人）、谷口完（甲州屋重吉）、倉田建（伊助）、大城泰、大矢敬典、内藤康夫、八木田芳寿 |
| 第180話 | 「南蛮火薬に火をつけろ!」          | 高階航             | 尾田耕太郎 | 梅宮辰夫（島造＝鉄五郎）、田中浩（弥三郎）、原口剛（坂崎大膳）、天草四郎（天野屋）、溝田繁（大黒屋惣右衛門）、家野繁次、和田昌也、小峰隆司、宮城幸生、池田謙治、志茂山高也、平河正雄、江原政一、吉尾恵一、赤座美代子（おりん） |
| 第181話 | 「純情ひとすじ廓の恋」             | 名倉勲             | 井沢雅彦   | あき竹城（およね）、清川新吾（卯之吉）、伊藤克（神尾大膳）、山本清（美濃屋清五郎）、高谷舜二（神尾の家臣）、倉石一旺（銀蔵）、小栗一也（和泉屋茂兵衛） |
| 第182話 | 「命を賭けた恋だった」             | 高階航             | 田中徳三   | 尾藤イサオ（直次）、若原瞳（お千代）、塚本信夫（文次親分）、山岡徹也（柴田伊予守）、川辺久造（佐渡屋宗右衛門）、冨田浩太郎（遠州屋清兵衛）、高峰圭二（弥助）、千うらら（おとき）、白川浩二郎、小坂和之、横山稔 |
| 第183話 | 「結びの神は桃太郎」               | 山本英明           | 田中徳三   | 長谷直美（菊姫）、菅井きん（朝路）、下塚誠（山内新之助）、牧冬吉（新之助の傅・監物）、黒部進（大谷主膳）、幸田宗丸（進藤十太夫）、北原将光（播州屋藤兵衛）、堀内一市（土佐藩主）、酒井哲（薩摩藩主）、遠山金次郎（ガマの油売り）、笹吾朗（土佐藩士）、波多野博（進藤の配下）、藤長照夫、矢部義章、細川純一                                                           |
| 第184話 | 「いかさま武士道」                 | 山本英明           | 井沢雅彦   | 長谷川明男（島田庄三郎）、江見俊太郎（豊田兵庫）、増田順司（相川屋）、北原義郎（藤川内膳）、中村錦司（相川屋の番頭）、笹木俊志（浪士）、大木晤郎（川路）、筑波健、大月正太郎、小坂和之、司裕介、中江一郎、星野美恵子 |
| 第185話 | 「弱虫桃太郎と女盗賊」             | 野波静雄           | 井沢雅彦   | 高橋英樹（松平備前守・二役）、松尾嘉代（おもん＝女鼠小僧）、安部徹（本多伊予守）、松本朝夫（三州屋伊兵衛）、京春上（おちか）、西田良（伊助親分）、八名信夫（本多の用人）、里見和香（お登勢）、安田良智、難波香織、疋田泰盛、春藤真澄、島田秀雄、石丸勝也、原田二美、宮永淳子                                                                                         |
| 第186話 | 「つばめの子育て日記」             | 高階航             | 井沢雅彦   | 竜崎勝（林桂山）、久富惟晴（永井信濃守）、川合伸旺（西海屋吉兵衛）、中越司（陽太郎）、増田壮太郎（鉄二郎）、小川晃世（巴）、杉沢勝雄、峰蘭太郎、壬生新太郎、新城邦彦 |
| 第187話 | 「旅は道連れ世は無情」             | 名倉勲             | 尾田耕太郎 | 有川博（喜市）、今井健二（林田数右衛門）、市村昌治（人足）、鳥巣哲生（勤番衆）、片岡五郎（人足）、出水憲司（野村三之助）、大城泰（勤番衆）、重久剛一（丑）、八木田芳寿、都はるか、畑中伶一 |
| 第188話 | 「皿にかかれた人生模様」           | 野波静雄           | 尾田耕太郎 | 宮園純子（おすみ）、住吉道博（清三郎）、宮口二郎（清水下野守）、野平ゆき（おたみ）、荒木雅子（おつね）、関川慎二（宗吉）、村嶋修（小松久太郎）、北見唯一（尚古堂）、川浪公次郎（田坂）、藤山喜子（お幸）、桑山正一（小松良順） |
| 第189話 | 「走れ! お江戸の一番纒」           | 杉本容子           | 田中徳三   | 佐々木剛（辰吉）、永井柳太郎（音蔵）、江並隆（神谷主膳）、長谷川弘（木曽屋）、岩尾正隆（高坂）、広瀬義宣（臥煙）、滝譲二（臥煙）、木谷邦臣（臥煙）、司裕介（臥煙）、難波利幸（臥煙）、宮城幸生（料理屋の主人）、原一平、伊東和彦、小谷浩三、植山義昭、吉尾恵士、阪本雅、北村わたる、伊藤雅巳、近藤健二                                                               |
| 第190話 | 「はぐれ女のいのち花」             | 和久田正明         | 田中徳三   | 鮎川いずみ（お紺）、亀石征一郎（綱木采女正）、南祐輔（文次親分）、利根はる恵（おしげ）、小田部通麿（助五郎）、田中弘史（御用聞き）、波田久夫（重役）、玉生司朗（笠原）、宮川珠季（下引き）、北村光生（同心）、市川男女之助（越前屋）、有島淳平、那須伸太朗、山田良樹、和田昌也、峯るみ子、田中由香、高谷舜二                                                         |
| 第191話 | 「人情まわり舞台」                 | 野波静雄           | 井沢雅彦   | フランキー堺（長兵衛）、白川絹子（おひさ）、西岡慶子（おたか）、山岡徹也（細川能登守）、辻輝彦（文七）、香川桂子（佐野土の女将）、佐藤京一（権次）、柳川清（近江屋宇兵衛）、柳原久仁夫（藤助）、丘路千（進藤）、奔田陵、鈴木康弘（源助）、西康一（鎌吉）、江原政一、宍戸大全                                                                                         |
| 第192話 | 「みなし子峠」                     | 和久田正明         | 井沢雅彦   | 戸川京子（おいね）、中島葵（おとく）、菅貫太郎（三河屋仁造）、永浜三千子（おさき）、古本新之輔（又八）、井沢明子（おたけ）、浜田晃（長吉）、岩田直二（河内屋茂平）、森幹太（堀内勘解由）、松田明（藤兵衛）、宮崎博（堀内の家臣）、森源太郎（数兵衛） |
| 第193話 | 「お化け長屋の牛騒動」             | 野波静雄           | 尾田耕太郎 | 葉山良二（楢󠄀山宗建）、山本ゆか里（おぶん）、睦五郎（水野佐渡守）、牧冬吉（半太夫）、梅津栄（和泉綾麻呂）、坂口徹郎（文三郎）、乃木年雄（瓦版売り）、表淳夫（大槻玄斎）、中村錦司（越後屋）、遠山金次郎、島田秀雄、峰蘭太郎、疋田泰盛、星野美恵子、辻村重樹、藤本英之（米吉）、古川京子、美松艶子、細川純一、藤沢徹夫                                                 |
| 第194話 | 「大江戸娘番長」                   | 山本英明           | 尾田耕太郎 | 村地弘美（お京）、吉岡ひとみ（お仙）、原あけみ（お京の子分）、藤村薫（お京の子分）、石橋雅史（内藤左内）、高野進二（石川頼母）、溝田繁（藤兵衛）、小野川公三郎（仙吉）、石倉英彦（貞八）、家野繁次（藤兵衛の子分）、藤沢徹夫（藤兵衛の子分）、笹木俊志（武士）、五十嵐義弘（藤兵衛の子分）、山本紀彦（正平親分）                                                     |
| 第195話 | 「桃太郎はかぐや姫?」              | 杉本容子           | 田中徳三   | 高橋英樹（松平備前守・二役）、葉山葉子（お園の方）、田口計（相模屋勘兵衛）、中田博久（堀田源次郎）、山口朱美（お蘭の方）、小柳圭子（女将）、波多野博（堀田の家臣）、志茂山高也、藤山良 |
| 第196話 | 「大江戸ラブ・ストーリー」         | 松原敏春           | 田中徳三   | 今福将雄（源兵衛）、内田喜郎（近江屋徳三郎）、清水めぐみ（おせつ）、井上昭文（由造）、外山高士（大岩頼母）、谷口完（倉田屋八右衛門）、野上哲也（同心）、松浪志保（おせつの母）、和泉敬子、上田恵子、朝比奈潔子、八木田芳寿、進藤盛裕、小湊都起子、内藤康夫 |
| 第197話 | 「売れ残り志願」                   | 高階航             | 山下耕作   | 荒谷公之（和泉屋直次郎）、野口元夫（和泉屋徳右衛門）、伊達三郎（黒田肥前守）、江幡高志（甲州屋佐兵衛）、蓑和田良太、白井滋郎、藤長照夫、富永佳代子、川辺俊行、タンクロー、山田克二、小谷浩二 |
| 第198話 | 「この子どこの子だあれの子」       | 名倉勲             | 山下耕作   | なべおさみ（茂十）、風間杜夫（天野屋）、大森不二香（お初）、染谷仁奈（おきみ）、北原義郎（讃岐屋六兵衛）、倉石一旺（目明し）、伊藤克（服部伊豆守）、有川正治（南町奉行所同心）、白川浩二郎、山田早苗 |
| 第199話 | 「親子を取り持つ一ツ毬」           | 山本英明           | 井沢雅彦   | 浜田光夫（勝次郎）、有吉ひとみ（おけい）、田中浩（留五郎）、小笠原弘（小森内膳）、稲吉靖司（旅籠の主人）、須藤健（鳴海屋宗兵衛）、団巌、壬生新太郎、司裕介、菅井きん（おかん） |
| 第200話 | 「つばめの恩返し」                 | 高階航             | 尾田耕太郎 | 春川ますみ（ぼたん）、勝部演之（相模屋弥五郎）、宮口二郎（黒田主水）、国一太郎（畳屋）、山田良樹、平沢彰、小峰隆司、大月正太郎、大矢敬典、泉好太郎、平河正雄、小坂和之、矢部義章 |
| 第201話 | 「当るも八卦当らぬも八卦」         | 野波静雄           | 井沢雅彦   | 石山律雄（ちきり屋伝次郎）、高城淳一（山城屋徳兵衛）、原口剛（伊原肥前守重良）、横森久（白井左近）、灰地順（六兵衛）、西山辰夫（武太夫）、小林重四郎（ちきり屋の先代）、入江慎也、重久剛一、宮城幸生、西野比早代、小野朝美、池田謙治、畑中伶一、西東洋、藤洋子、沖みね子（おつる）、紅かおる（おみつ）                                                               |
| 第202話 | 「大江戸翔んでる女たち」           | 杉本容子           | 山下耕作   | 宮園純子（お京）、亀井光代（お春 = 文字春）、冨田浩史（近海屋徳次郎）、幸田宗丸（岡崎但馬）、黒部進（竹蔵）、武周暢（大和屋）、市川男女之助（近海屋佐兵衛）、町田米子、大井小町、和泉敬子、星野美恵子、美松艶子、富永佳代子、三浦徳子、工藤堅太郎（幸吉） |
| 第203話 | 「逃げろ! 田之助 絶体絶命」        | 山本英明           | 山下耕作   | 高橋英樹（松平備前守・二役）、小栗一也（弥平）、かわいのどか（小鶴）、近藤宏（中田石斎）、横山あきを（易者）、清水彰（料亭主人）、高峰圭二（伊勢屋徳三郎）、五味龍太郎（岡島助三郎）、古代一平（越前屋清太郎）、北見唯一（庄兵衛）、有光豊（近江屋長次郎）、阿南忠幸（石斎の家臣）、川浪公次郎（石斎の家臣）、大木実（一橋卿）                                       |
| 第204話 | 「拾った財布に恨みがござる」       | 名倉勲             | 井沢雅彦   | 品川隆二（留吉）、神田隆（木曽屋儀十）、八名信夫（宇野）、江並隆（竹村弾正）、疋田泰盛（浜田屋）、森源太郎（筆頭与力）、奔田陵（同心）、中原早苗（おたか） |
| 第205話 | 「鬼より恐い母がいる」             | 松原敏春           | 尾田耕太郎 | 荒木道子（村田千代）、村嶋修（村田辰之進）、菅貫太郎（津島軍太夫）、田口計（河田屋）、本多晋（香月）、木谷邦臣（ゴロツキ）、西山清孝（ゴロツキ）、岩尾正隆（戸村十兵衛）、大矢敬典、宮崎博、東孝、細川純一 |
| 第206話 | 「さようなら! すずめちゃん」       | 野波静雄           | 井沢雅彦   | 西川峰子（綾姫・二役）、谷口香（お藤の方）、西沢利明（加納帯刀）、増田順司（森田座勘左衛門）、松村康世（雅乃）、玉生司朗（柳田幸太夫）、田中弘史（源助親分）、滝譲二、藤山喜子、徳永真由美 |
| 第207話 | 「ちどり・かもめ只今特訓中!」      | 杉本容子           | 井沢雅彦   | 睦五郎（高岩主膳）、井上昭文（西海屋）、久保明（梅吉）、松田明（巴屋）、司裕介、中川尚子、古川京子 |
| 第208話 | 「松竹梅 晴れて旅立ち」            | 加瀬高之           | 山下耕作   | 谷幹一（松五郎）、片桐夕子（お梅）、山岡徹也（日暮の金蔵）、中山昭二（堺屋喜兵衛）、佐藤京一（左平次）、溝田繁（板倉主膳）、太田英夫（金蔵の子分）、池田謙治（竹之助）、藤沢徹夫（金蔵の子分）、西田治子（遊女）、桂登志子、徳永まゆみ、稲垣陽子 |
| 第209話 | 「桃太郎とヘンな泥棒」             | 高階航             | 田中徳三   | 坂上二郎（源八）、鳳八千代（佐渡屋内儀）、外山高士（但馬豊後守）、武藤英司（駿河屋長兵衛）、吉田豊明（駿河屋の手下）、原田二美、前川恵美子（お梅）、矢野もとこ |
| 第210話 | 「悲願! 仲人百組目」               | 野波静雄           | 井沢雅彦   | 長門勇（三河屋亀吉）、千野弘美（お葉）、原口剛（若松播磨守）、長谷川弘（黒川）、滝沢双（福助）、山口幸生（村井幸庵）、中村錦司（越後屋）、たうみあきこ（お仙）、丸平峯子、小笠原町子、波多野博、森源太郎、表淳夫、和田昌也、東孝、江原政一、宮崎博 |
| 第211話 | 「バクチが教えた商人根性」         | 名倉勲             | 尾田耕太郎 | 冷泉公裕（坂田屋徳兵衛）、松本克平（坂田屋平兵衛）、名和宏（本多美濃守）、山本昌平（黒木助之進）、大木正司（権三）、依田英助（金蔵）、唐沢民賢（由松）、平河正雄（中間）、畑中伶一（中間） |
| 第212話 | 「本家玉川一座と元祖玉川一座」     | 山本英明           | 尾田耕太郎 | 浜美枝（桜川胡蝶 ＝ お知津）、中田博久（島田）、江並隆（西野帯刀）、北見唯一（旅籠の主人）、鈴木康弘（上州屋重造）、蓑和田良太（秋田屋の主人）、五十嵐義弘、木下通博（桜川一座の一員）、高谷舜二、佐竹明夫（松沢）、高原駿雄（桜川一座の座長） |
| 第213話 | 「仁兵衛の天中殺」                 | 山本英明           | 山下耕作   | 織本順吉（伊勢屋佐兵衛）、石橋雅史（叶屋久蔵）、江見俊太郎（田山丹後）、高桐真（井筒屋七右衛門）、中村孝雄（久蔵の子分）、白川浩二郎（文蔵）、大木晤郎（御用聞き）、朝比奈潔子、松谷令子、三増紋也、波多野博、かまくら文太（友吉） |
| 第214話 | 「その喧嘩俺が買った!」            | 名倉勲             | 田中徳三   | 伊吹吾郎（安吉）、名和宏（土屋豊前守）、高木二朗（伊勢屋六左衛門）、藤尾純（和泉屋佐兵衛）、端田宏三（彫辰）、壬生新太郎、藤沢徹夫、泉好太郎、藤長照夫（夜鳴き蕎麦屋）、かまくら文太（駕籠舁）、内藤康夫（駕籠舁） |
| 第215話 | 「生みの親より育ての親か」         | 野波静雄           | 山下耕作   | 上田孝則（政一郎 ＝ 鶴松）、北川恵（おしの＝綾乃）、田中浩（源助）、船戸順（榊原弾正）、西山辰夫（三木幸太夫）、北村総一朗（榊原信濃守）、重久剛一、北村光生、石倉英彦（弾正の用人）、宮城幸生、阿南忠幸、春藤真澄、大山勝巳（源助親分） |
| 第216話 | 「大荒れ すずめの里帰り!」         | 杉本容子           | 田中徳三   | 二宮さよ子（春若太夫）、川合伸旺（笠井頼母）、土方弘（板倉屋）、細川俊夫（遠州屋）、沖田駿一（仙吉）、伊沢一郎（森田座の座長）、大城泰、那須伸太朗、徳永真由美（森田座の芸人）、西田治子（森田座の芸人）、矢野もとこ（森田座の芸人）、中根里美（森田座の芸人）、袖森正子（森田座の芸人）、ラッキー幸治                                                               |
| 第217話 | 「その処刑許さん!」                | 山本英明           | 尾田耕太郎 | 川地民夫（新吉）、赤座美代子（秀若太夫）、神田隆（稲葉帯刀）、山岡徹也（笹井兵庫）、山本昌平（菊地伝蔵）、有馬昌彦（駒形座佐兵衛）、藤沢薫（勘助）、笹吾朗、小峰隆司（ゴロツキ）、森源太郎、福本清三（南町奉行所の役人）、宮城幸生、山田良樹、江原政一、矢部義章、波多野博（留守居役）                                                                               |
| 第218話 | 「十年目のお化け長屋」             | 山本英明           | 田中徳三   | 新藤恵美（おゆう）、平泉征（長次郎）、須賀不二男（神野伊織）、木村元（仙蔵）、岩田直二（相模屋）、高野眞二（井筒屋辰五郎）、白井滋郎（ゴロツキ）、藤長照夫（ゴロツキ）、野間かほる（相模屋の女中） |
| 第219話 | 「悪ガキ塾の桃太郎」               | 宮田雪             | 井沢雅彦   | 長谷川明男（黒岩庄一郎）、佐瀬陽一（忠次）、石井ひとみ（千枝）、小南文孝（百姓）、吉松宏記（百姓）、森下鉄朗（百姓）、家野繁次（百姓）、日高久（百姓）、有島淳平（ゴロツキ）、峰蘭太郎（ゴロツキ）、小船秋夫（ゴロツキ）、高谷舜二（ゴロツキ）、久富惟晴（倉田頼母）、森幹太（萬屋伝兵衛）                                                                           |
| 第220話 | 「追い出せ! 長屋のお邪魔虫」       | 名倉勲             | 山下耕作   | 下條アトム（弥助）、北原義郎（石川但馬）、加賀邦男（山形屋六左衛門）、黒部進（小出）、有川正治（中間頭）、丘路千（木田屋藤兵衛）、出水憲司（浪人） |
| 第221話 | 「どうぞお縄を………」                | 杉本容子           | 尾田耕太郎 | 片平なぎさ（千津）、内田勝正（森脇監物）、八名信夫（辰蔵）、松山照夫（仙太）、最上龍二郎（岩田屋常蔵）、森源太郎（金華座の座員）、宮城幸生（駒形座の座員）、佐藤晟也（亀蔵親分）、疋田泰盛（和泉屋の番頭）、矢部義章（村の衆）、川辺俊行（村の衆）、峰蘭太郎（村の衆）、小峰隆司（村の衆）、片岡千恵蔵（和泉屋源右衛門＝源吉・特別出演）                             |
| 第222話 | 「出世、ご免蒙ります」             | 名倉勲             | 山下耕作   | ハナ肇（神谷源蔵）、青山良彦（富田采女）、外山高士（内藤大和守尚繁）、汐路章（木下）、松本朝夫（木曽屋）、岩田直二（秋田屋長兵衛）、黒田努（完次）、滝譲二（由松）、新海なつ（おろく）、木谷邦臣（銀次）、小坂和之、泉好太郎、細川純一、森山紹秀、木下通博 |
| 第223話 | 「娘剣法一番勝負」                 | 山本英明           | 井沢雅彦   | 汀夏子（中西美奈）、亀石征一郎（中西慶次郎）、名和宏（井関玄蕃）、黒部進（馬越鉄心）、溝田繁（中西右太夫）、河合絃司（今井伊織）、酒井哲（小田原藩主）、石倉英彦、田中弘史、宍戸大全、有島淳平、波多野博、小峰隆司、矢部義章、白井滋郎、峰蘭太郎、平河正雄、藤沢徹夫                                                                                                 |
| 第224話 | 「邪剣に勝った瓦版」               | 土橋成男           | 山下耕作   | 三波春夫（三谷新十郎）、千野弘美（おしず）、内田喜郎（長次）、田中浩（笹本源八郎）、清水彰（伊勢屋）、村田正雄（越前屋清右衛門）、伊藤克（近江屋）、阿木五郎（丹波屋）、鈴木康弘（義造）、江並隆（跡部山城守）、重久剛一（彦松）、畑中伶一、司裕介、山田良樹、内藤康夫、東孝、霞健二、藤山良                                                                         |
| 第225話 | 「桃太郎一家全員失業!」            | 山本英明           | 井沢雅彦   | 高橋英樹（松平備前守・二役）、中村竹弥（内藤豊後守）、加藤和夫（大島出雲守）、弘松三郎（灘󠄀屋吉兵衛）、五味龍太郎（戸沢大学）、大木晤郎（同心）、中村錦司（井筒屋）、相馬剛三（伊勢屋）、大矢敬典、遠山金次郎、きくち英一、司裕介、小坂和之、藤山良、畑中伶一 |
| 第226話 | 「エレキを食った鬼二匹」           | 野波静雄           | 尾田耕太郎 | 犬塚弘（平田伝内）、磯村みどり（お房）、田口計（灘屋）、原良子（お勝＝薄雪太夫）、林泰文（庄太）、宮島誠（大野河内守）、市川男女之助（堺屋）、岩尾正隆（北村）、藤山喜子、大月正太郎、白井滋郎、島田秀雄、宮崎博、今川浩一、丸谷剛士、中浜健太郎、江原政一 |
| 第227話 | 「身替り代は高すぎた」             | 野波静雄           | 尾田耕太郎 | 冷泉公裕（幸次郎）、今福将雄（三河屋幸兵衛）、増田順司（徳助）、小笠原弘（石川豊後守）、大竹修造、杉江廣太郎、大木晤郎、津山栄一、川浪公次郎、和田昌也、妹尾友有、世羅豊 |
| 第228話 | 「花嫁の父、引き受けます」         | 名倉勲             | 田中徳三   | 賀田裕子（おきぬ）、河原崎建三（仙吉）、浜田晃（桑田半三郎）、井上博一（菊造）、西山辰夫（伊勢屋清右衛門） |
| 第229話 | 「奇術か魔術か、恋女房」           | 高階航             | 田中徳三   | なべおさみ（鉄次）、三浦真弓（おその）、遠藤征慈（梶原大膳）、高杉玄（信濃屋重兵衛）、湖条千秋（お藤の方）、福本清三、有川正治（伝蔵）、司裕介、山田克二、那須新太郎 |
| 第230話 | 「すずめの涙三千両」               | 野波静雄           | 山下耕作   | 高峰圭二（猿若座座主・清十郎）、小林昭二（近江屋）、内田稔（森田座座主）、山岡徹也（黒井下野守）、杣山久美（お妙）、山田良樹、筑波健、木谷邦臣、島田秀雄、古川京子、小舟秋夫、志茂山高也 |
| 第231話 | 「お伊勢参りは御難旅」             | 山本英明           | 山下耕作   | 矢吹二朗（本庄一平）、田中明夫（内藤外記）、柴田侊彦（三沢十郎太）、宮口二朗（神尾十太夫）、永野辰弥（相模屋庄蔵）、唐沢民賢（中西主膳）、伊庭剛、高木吉治、琢磨一生、北原将光、平河正雄、石塚祥聖、疋田泰盛 |
| 第232話 | 「嫁にするなら錦絵の女」           | 名倉勲             | 井沢雅彦   | 鈴木ヒロミツ（金造）、小栗一也（遠州屋半兵衛）、石橋雅史（三宅外記）、神田隆（近江屋三左衛門）、牧冬吉（幸助）、村上理子 |
| 第233話 | 「遠州路の決闘!」                  | 高階航             | 井沢雅彦   | 谷幹一（桑原十兵衛）、森田理恵（桑原しの）、汐路章（赤鬼の虎蔵）、小沢象（脇坂軍太夫）、天草四郎（村井）、大木正司（弥三郎）、北條清嗣、阿木五郎、肥土尚弘、藤山喜子、須永克彦、勝野賢三、福本清三（赤鬼一家の用心棒）、かまくら文太、波多野博 |
| 第234話 | 「金の鯱鉾の女」                   | 飛鳥ひろし         | 尾田耕太郎 | かたせ梨乃（宇佐美まさ）、川合伸旺（高畑内記）、北見治一（まさの従僕）、江幡高志（人魂の左紋次）、倉石一旺、柳原久仁夫、宮川珠季、石倉英彦、川上新、峰蘭太郎、桂登志子、宮城幸生、梅宮辰夫（三浦総一郎） |
| 第235話 | 「海路はるばる喧嘩旅」             | 山本英明           | 尾田耕太郎 | 佳那晃子（おしず）、久富惟晴（石田刑部）、大場順（佐吉）、伊沢一郎（大留棟梁）、小寺大介（木曽屋吉兵衛）、水橋和夫、きくち英一、笹木俊志、森源太郎、笹吾朗、小峰隆司、酒井努、東孝、西山清孝 |
| 第236話 | 「世間知らずの若様作家」           | 奥村俊雄           | 田中徳三   | 頭師佳孝（高瀬春之助）、外山高士（大田原頼母）、江見俊太郎（西海屋伊兵衛）、片岡五郎（黒木）、玉生司朗、小川晃世（お千代）、壬生新太郎、矢部義章、大月正太郎 |
| 第237話 | 「べらんめえ箱入り娘」             | 和久田正明         | 田中徳三   | 浅野ゆう子（お久美）、亀石征一郎（朽木采女正）、かわいのどか（お種）、相馬剛三、武周暢、滝譲二、川浪公次郎、新海丈夫、亀井賢二、藤沢徹夫、泉好太郎、有島淳平、富永佳代子、内藤武敏（美濃屋利兵衛） |
| 第238話 | 「夢の中にあなたがいた!」          | 杉本容子           | 井沢雅彦   | 松山政路（友治）、幸田宗丸（大倉屋徳兵衛）、清水健祐（利助）、原口剛（大瀧主水） |
| 第239話 | 「恋って奴ァむずかしい!」          | 高階航             | 井沢雅彦   | 亀井光代（小夏）、富田浩史（徳次郎）、名和宏（細川越中守）、武藤英司（三河屋弥右衛門）、佐藤晟也、寺下貞信、本多晋、坂本和子、小笠原町子、新城邦彦 |
| 第240話 | 「桃太郎、命ぎりぎり」             | 和久田正明         | 山下耕作   | 高橋英樹（松平備前守・二役）、名取裕子（五条院敦子＝さや）、高城淳一（田島左太夫）、穂高稔（忠七親分）、高野真二（九鬼若狭守）、黒部進（甲賀組頭領）、北川恵、江並隆（矢部）、細谷泉、福本清三（甲賀組忍者）、森山紹秀、北剛、佐藤好将 |
| 第241話 | 「赤い首輪をつけた猫」             | 高階航             | 尾田耕太郎 | 山形勲（八十島図書）、蝦名由紀子（奈美）、折原啓子（八十島綾）、早川雄三（室伏喜兵衛）、川辺久造（不破軍太夫）、穂高稔（忠七親分）、溝田繁（白鷺屋）、西山辰夫（千田）、石倉英彦（文治）、田野井ゆかり（おとき）、山田良樹（岡部）、重久剛一（庄吉）、木谷邦臣、内藤康夫、宮崎博、島田秀雄                                                                           |
| 第242話 | 「二つの影のある男」               | 山本英明           | 山下耕作   | 井上孝雄（大川良伯）、鮎川いずみ（おまち）、北原義郎（倉田玄蕃）、森幹太（遠州屋藤兵衛）、大場利明（健太）、友金敏雄（青柳）、広瀬義宣（船頭）、国一太郎（そば屋）、白井滋郎、和田昌也、江原政一、高谷舜二、かまくら文太 |
| 第243話 | 「阿波から天女がやって来た」       | 飛鳥ひろし         | 尾田耕太郎 | 白都真理（有馬雄琴）、西田健（辻総一郎）、加藤和夫（柳川刑部）、中田博久（千葉吉右衛門）、鈴木康弘（長浜屋庄兵衛）、大木晤郎、笹木俊志、波多野博 |
| 第244話 | 「義賊の恋」                       | 野波静雄           | 井沢雅彦   | 桜木健一（栄吉）、山本ゆか里（おかの）、田口計（島田出羽守）、浅香春彦（岩倉主膳）、村田正雄（おかのの父）、中井啓輔（太吉）、田中弘史、藤尾純（尾張屋）、田畑猛雄、有川正治、大城泰、峰蘭太郎、桂登志子、小柳圭子 |
| 第245話 | 「涙ボロボロ唐辛子」               | 高橋稔             | 田中徳三   | 工藤堅太郎（源次郎）、早瀬久美（お春）、安部徹（秋元日向守）、小山友成（三吉）、赤松由佳子（おさよ）、杉江廣太郎（秋元の用人）、八名信夫（蝮の伝造）、永野辰弥（河内屋）、佐藤京一（ゴロツキ）、北村光生、近江輝子、春藤真澄、宮城幸生（ゴロツキ）、高並功 |
| 第246話 | 「親子喧嘩を食った鬼」             | 名倉勲             | 田中徳三   | 荒木しげる（森田屋清太郎）、村地弘美（お澄）、御木本伸介（相模屋庄蔵）、小林昭二（森田屋金兵衛）、勝部演之（青木十太夫）、宮川珠季、疋田泰盛 |
| 第247話 | 「渡世の意地通します」             | 山本英明           | 井沢雅彦   | 加賀まりこ（花川戸のお京）、井上昭文（竜神の万五郎）、江幡高志（猪之吉）、剣持伴紀（堀井重助）、家野繁次（万五郎の子分）、高野真二（川島丹後）、壬生新太郎、池田謙治、志茂山高也、高谷舜二、左とん平（安吉） |
| 第248話 | 「勝手知ったる他人の店」           | 山本英明           | 井沢雅彦   | 目黒祐樹（友吉）、服部妙子（おさと）、永井秀男、神田隆（浜膳藤兵衛）、山本清（北条帯刀）、黒部進（藤兵衛の配下）、宮城健太狼、小峰隆司、藤長照夫、江原政一、森源太郎 |
| 第249話 | 「小判が消えた下総路」             | 飛鳥ひろし         | 山下耕作   | なべおさみ（利助）、小栗一也（八束村名主）、佐藤万理（お鶴）、浜田晃（阿部大学）、川浪公次郎、国一太郎、平沢彰、梅田まゆみ、西山清孝、川辺俊行、大西美佐子、牧野恵美、西田治子 |
| 第250話 | 「桃太郎一家の迷狂言」             | 杉本容子           | 井沢雅彦   | 伊吹吾郎（梅川助十郎）、山本みどり（お妙）、松本朝夫（常陸屋宗兵衛）、有川正治（鬼瓦の熊蔵）、内田勝正（藤波監物）、那須伸太朗（水戸藩城代家老）、泉好太郎、池田謙治、内藤康夫、小船秋夫、瀬賀敏之、東孝 |
| 第251話 | 「昔も今もひとり花」               | 和久田正明         | 山下耕作   | 岩井友見（音羽）、石橋雅史（生駒外記）、中田博久（伊佐山）、野口貴史、勝野賢三、白川浩二郎、橋本功（文造） |
| 第252話 | 「花の吉原学問修行」               | 飛鳥ひろし         | 尾田耕太郎 | 松山政路（鉄次郎）、小林かおり（浦里）、曽根晴美（片倉大膳）、井上博一（萬字楼太助）、森幹太（木曽屋源左衛門）、森章二（助七）、小林重四郎（甲州屋弥兵衛）、五十嵐義弘、笹吾朗、白井滋郎、徳永まゆみ |
| 第253話 | 「すずめ 涙の花嫁衣裳」            | 山本英明           | 田中徳三   | 江木俊夫（清二郎）、西尾三枝子（おつま）、山岡徹也（加納屋富造）、西山辰夫（森田座座主）、大木晤郎（文七）、江並隆（青木市蔵）、高橋仁、島田秀雄、笹木俊志 |
| 第254話 | 「望みかなった新妻の座」           | 名倉勲             | 尾田耕太郎 | 葉山葉子（お葉）、長谷川明男（富田屋佐太郎）、外山高士（石川勘解由）、杉江廣太郎（七五三造）、高桐真（井筒屋総兵衛）、石井亜希子（お鶴）、中村錦司（富田屋番頭）、岩田直二（富田屋）、出水憲司（吉村）、和田昌也、細川純一、峰蘭太郎、藤長照夫、宮永淳子 |
| 第255話 | 「お化け長屋の御隠居さん」         | 加瀬高之           | 井沢雅彦   | 村田知栄子（近江屋の隠居）、大場順（近江屋安太郎）、三浦リカ（お里）、小沢象（大滝左次馬）、松山照夫（利助）、高野真二（大和屋）、岩尾正隆（荒木）、疋田泰盛、美松艶子、泉好太郎、宮城幸生 |
| 第256話 | 「人生、グチあり笑いあり」         | 飛鳥ひろし         | 田中徳三   | 高橋英樹（松平備前守・二役）、賀田裕子（お弓）、内田喜郎（仙太）、小林伊津子（おあさ）、名和宏（富樫図書）、村田正雄（塚本三太夫）、伊藤克（春日帯刀）、五味龍太郎（菊池総十郎）、きくち英一（芦田）、北村光生（竹屋喜左衛門）、福本清三（関平）、川浪公次郎、大月正太郎、高谷舜二、星野美恵子                                                                       |
| 第257話 | 「つばめ暁に死す」                 | 野波静雄           | 田中徳三   | 野川由美子（お紺・二役）、浜田光夫（健吉）、川辺太一朗（健太）、菅貫太郎（伊勢屋藤兵衛）、山本昌平（源助親分）、宮島誠（大久保丹波守）、宮川珠季、森源太郎、松井加容子、山田良樹、池田謙治、富永佳代子 |
| 第258話 | 「さらば桃太郎」                   | 山本英明           | 井沢雅彦   | 高橋英樹（松平備前守・一人二役）、早乙女愛（弥生）、川合伸旺（板垣能登守）、田中浩（堀井修理）、村田正雄（塚本三太夫）、北九州男（風魔忍者）、里見和香（風魔忍者）、鈴木康弘（風魔忍者）、波多野博、かまくら文太、福本清三、細川純一、稲田龍雄、釼持誠、佐藤浩、森山紹秀、佐藤好将、伊吹剛（風魔小四郎）                                                             |

#### スタッフ
- 企画：梅谷茂、加藤教夫（日本テレビ）、垣内健二（アイウエオ企画）、渡辺洋一（東映）
- プロデューサー：加藤教夫、加賀義二、長富忠裕（日本テレビ）、小沢啓一郎、田村嘉、橋本慶一、上阪久和（東映）
- 脚本：和久田正明（55回）、山本英明（51回）、野波静雄（50回）、飛鳥ひろし（24回）、名倉勲（17回）、高階航（11回）、杉本容子（9回）、土橋成男（7回）、結束信二（6回）、加瀬高之（同） 他
- 監督：田中徳三（86本）、山下耕作（65本）、井沢雅彦（46本）、尾田耕太郎（28本）、松尾正武（19本）、斎藤武市（8本）、牧口雄二（3本）、内出好吉（2本）
- 音楽：木下忠司
  - 主題歌「桃太郎侍の歌」作詞・唄：三波春夫、作曲：平尾昌晃、編曲：小谷充
  - 挿入歌(#1ED)「桃太郎音頭」作詞：土橋成男、作曲：平尾昌晃、編曲：小谷充、唄：三波春夫
- 衣装協力：一廼穂株式会社（「あいんのきもの」、#214～#258）
- 協力：アイウエオ企画
- 制作：日本テレビ、東映

#### 放送局（高橋英樹版）
- 日本テレビ（制作局）：日曜 21:00 - 21:54
- 札幌テレビ：日曜 21:00 - 21:54[4]
- 青森放送：日曜 21:00 - 21:54[5]
- テレビ岩手：日曜 21:00 - 21:54[6]
- 秋田放送：日曜 21:00 - 21:54[5]
- 山形放送：日曜 21:00 - 21:54[7]
- ミヤギテレビ：日曜 21:00 - 21:54[8]
- 福島中央テレビ： 土曜 16:55 - 17:50[9]
- 新潟放送（7日遅れ。1981年3月29日（日本テレビでは同月22日放送分）まで）：日曜 17:30 - 18:25[10]
  - テレビ新潟（サービス放送開始後の1981年3月29日から。この回より同時ネット）：日曜 21:00 - 21:54[11]
- 山梨放送：日曜 21:00 - 21:54[12]
- 静岡放送→静岡県民放送[13]
  - 静岡第一テレビ（1979年7月1日＜開局当日＞の第141話から）：日曜 21:00 - 21:54
- 北日本放送：日曜 21:00 - 21:55[14]
- 北陸放送：火曜 23:20 - 翌0:15[15]
- 福井放送：日曜 21:00 - 21:55[14]
- 中京テレビ：日曜 21:00 - 21:54[16]
- 読売テレビ：日曜 21:00 - 21:54[17]
- 日本海テレビ：金曜 22:00 - 22:54[18]
- 広島テレビ：日曜 21:00 - 21:54[19]
- 山口放送：日曜 21:00 - 21:54[20]
- 四国放送：日曜 21:00 - 21:54[21]
- 西日本放送：日曜 21:00 - 21:54[19]
- 南海放送：日曜 21:00 - 21:54[20]
- 高知放送：日曜 21:00 - 21:54[20]
- 福岡放送：日曜 21:00 - 21:54[22]
- テレビ長崎：日曜 14:15 - 15:10（1976年12月時点）[23] → 日曜 21:00 - 21:54（1977年から同時ネット）[24]
- 熊本放送：土曜 22:00 - 22:54[22]
- テレビ大分：日曜 21:00 - 21:54[20]
- テレビ宮崎：日曜 21:00 - 21:54[25]
- 鹿児島テレビ：木曜 14:00 - 14:54（1977年9月時点）[25]

#### ネット配信
- 2022年2月11日より、YouTubeの「東映時代劇YouTube」から第1話と第2話が常時無料配信されている。

#### クライマックスのパターン
- 無辜の市民が理不尽にも負傷・惨殺される。事実を知った桃太郎は形相を変え「許さん!」とつぶやく（第34話より）。
- 悪党一味が会しているところへ、どこからともなく、鈴の付いた小柄が飛んで来る(小柄には三列に三つ葉葵の紋が刻まれている)。薄衣[注 3]をかつぎ般若の面を被った桃太郎が、（笛、鼓の音色をバックに）その出自を示す（小柄同様に、松平家の紋章である三つ葉葵がついた）派手な色彩・模様の衣装で登場。高橋の大柄な体格に合わせて、通常より長大な剣を帯びている。またアップのシーンや、演出によっては殺陣自体も本身（真剣）が使用されたとのこと。
- いぶかる悪党の「何者だ!」の問いに「桃から生まれた（ここで薄衣を抛り、面を脱ぎ）桃太郎」と答える。続いて悪党の罪状を語り「断じて許し難し。桃太郎、（鞘に手をかけ）天に代わって鬼退治致す!!」と口上。悪党、これを排除せんとする。ただし初期は名乗った後も面をとらず、数え歌を始める前に面を取っていた（「ひとぉつ」ここで面を取る「人の世、生き血をすすり」）。
- 立ち回りになると、捨てたはずの薄衣や面がなくなっている。
- 小柄や衣装に三つ葉葵の紋があるにもかかわらず、悪党がひれ伏すことは無い。
- 立ち回りが始まると下の言葉を唱えながら悪党一味を斬る。三つ目で主犯格を斬り捨てる。
  - 「一つ、人の世　生き血を啜り」（初期は「一つ、人の世の生き血を啜り」ということもあった）
  - 「二つ、不埒な悪行三昧」
  - 「三つ、醜い浮世の鬼を　退治てくれよう　桃太郎」
- 悪党一味を斬殺後、派手に刀を振り納刀し、「ふー…」と深く一息。

※高橋英樹によると、上記の言葉は本来は全部で十あったが、唱え終わる前に敵をほとんど斬り捨ててしまい殺陣が終わってしまうので、三つで終わりにしたとの事。
※当初は殺陣の最初に普通の口調で唱えていたが、後に能、狂言を彷彿とさせる大仰な口調になり、最終的には最後の一人に向けて「三つ醜い浮世の鬼を」と唱えるスタイルが確立した。
※向かってくる大人数の悪人配下を次々と斬り捨てながら、定番のフレーズを唱えていくスタイルのヒントとなったのは、高倉健主演の任侠映画だったと言う。
※初期には懲らしめるだけで相手を斬らない話は数話存在する。たとえば、仇討赦免状を拾った浪人が、それを利用して無銭飲食を繰り返していたため、桃太郎が仇討される人物に成りすまして懲らしめる話があるが、結果的に誰も殺さないストーリーとなっている（第2話、夢を集めて食う男）。このように、初期には単に「長屋のケンカを収める」などの人情話的な展開（当然死人は出ない）が多かった。
※当初は「人を斬らずに諌めて改心させる」という基本路線で進む方針だったという。しかし、2クール（6ヵ月）ほど進んで高橋自身も「何かスッキリしない」と感じ、主題歌を歌う三波春夫から「お地味ですね。高橋さんはお派手が似合いますよ」と言われたことをきっかけに、高橋が制作側に直訴して路線が変わったという。
※この路線変更に伴う衣装の変更にも高橋の考えが活かされ、その参考になったのは三波春夫のステージ衣装だったという。

#### その他
- 第27話以降に唱え言葉が始まった頃は、最後に斬った悪党の親玉に向かって「桃太郎こと松平鶴次郎」と名乗っていた。またその後も、松平備前守が登場する回では「桃太郎こと松平鶴次郎、天に代わって鬼退治いたす!」というシーンが見受けられた。[注 4]
- 「許さん」→「鬼の形相で敵地に乗り込む」→「数え歌を唱えながら悪人を成敗」の流れは第27話の3クール目から確立したもので（3クール目はオカメ、翁の面、天狗を交代で被り、おなじみの般若は第30話から被るようになり、4クール以降から般若に統一される。また、つばめらが面を被り成敗に参加する話もあった）
- 第1話から第156話までは番組タイトルも含めて、全てカラーフォントは白で統一されていたが、第157話以降は番組タイトルのみ赤で表示される様になった（第38話タイトルは青）。
- さらに第181話以降、番組のオープニングやエンディングで表示されるキャストやスタッフの表記が見やすく分かりやすいものに変更された。
- 第214話からは、「あいんのきもの」ブランドを展開していた一廼穂が、ラストの立ち回りで桃太郎が着用する着物を供給する形で参加している。
- 時代劇としてはレギュラー・準レギュラーの重要人物が命を落とす展開が多く、特に終盤は第253話ですずめが、第257話でつばめが相次いで落命。最終話（第258話）ではとうとう権力闘争に巻き込まれた松平備前守をも殺害されてしまい、亡き兄の仇を取った桃太郎が長屋の住人達に何も告げず、松平の家督も継がずに旅に出るという、ハードな結末を迎えた。
- BS日テレでも2018年1月29日から断続的に再放送をしている。

### 高橋英樹主演（テレビ朝日）版

#### 放映リスト
| 回数 | 放送日        | タイトル                                                                                   | 他の出演者 |
| ---- | ------------- | ------------------------------------------------------------------------------------------ | --- |
| 1    | 1992年4月2日  | 桃太郎侍 狙われた将軍の首 帰って来た桃太郎、小田原－江戸－日光で怒りの鬼退治!              | 田村英里子(おしの)、松尾嘉代(男女蔵/おみなの方/美奈)、朝丘雪路(千代)、高橋悦史(浦木又兵衛)、神山繁(大久保山城守)、宮尾すすむ（朴念）、桜木健一（留吉）、千うらら、西田健(中尾辰之進)、御木本伸介（戸田采女正）、久富惟晴、遠藤征慈、佐藤京一、丹古母鬼馬二、松井紀美江、武藤洋行(仙太)、山内としお、岩尾正隆、有川正治、笹木俊志、松村康世、三浦徳子、長嶺有紀、木谷邦臣、タンクロー、勝野賢三、小船秋夫、原田和彦、せのおともあり、宮城幸生、土井健守、鈴木修平、西山寛、徳永明廣、司俊介、西田良、森章二、黒部進(三浦勘解由)、江幡高志、福山升三(相州屋徳兵衛)、岡田正典、佐藤晟也、原哲男、唐沢民賢                                                                     |
| 2    | 1993年4月1日  | 桃太郎侍II 危うし!八百万石 闇将軍の陰謀と四人の美女 桃太郎、江戸―名古屋―京で怒りの鬼退治!! | 藤あや子（お咲）、細川ふみえ（早瀬多恵）、石田信之、成瀬正孝、曽根晴美、黒部進、近藤真彦（宮本小次郎）、高松英郎（徳川治宝）、神山繁（早瀬勘解由）、金田龍之介（酒井若狭守）、石田えり（お鈴）、芦屋雁之助（西海屋徳兵衛）、常泉忠通、岩尾正隆、芝本正、倉田健、トミ譲二、桂木麻智、草野由記子、河合綾子、大野光世、三笠敬子、杉本佳穂、片岡聖子、星野美恵子、鈴川法子、恋塚ゆうき、塚本加成子、浜野智紗都、広世克則、阪本良介、金田拓三、木谷邦臣、波多野博、峰蘭太郎、疋田泰盛、勝野賢三、タンクロー、上野秀年、原田和彦、徳永明広、土井健守、河本忠夫、八神辰之介、杉山幸晴、小坂和之、武井三二、夏山剛一、中西勇太、坂木良一、泉好太郎、諸見里安誠、白井滋郎、絵衣良子 |
| 3    | 1994年3月31日 | 桃太郎侍III 将軍と御落胤 八百万石に命を賭けた夫婦旅                                        | 松岡昌宏（徳川豊千代）、二宮さよ子（さわ）、平淑恵(お紋)、綿引勝彦(大原右近)、有村つぐみ(お美代)、名和宏(安藤対馬守)、和崎俊哉(土井能登守)、曽根晴美(藤波典膳)、有川正治(山崎兵庫)、幸田宗丸(玄信)、笹木俊志(和倉新兵衛)、川合伸旺(徳川斉朝)、小林勝彦(近江屋孫右衛門)、佐藤京一(紀州屋宗兵衛)、落合博満(山田市之進)、落合福嗣(山田市松) |

#### キャスト
- 桃太郎 / 松平備前守（一人二役）：高橋英樹
- 春風孔雀(雉)：市毛良枝（1、2）→ 石田えり（3のみ）
- 春風ねぼけ(犬)：春風亭小朝（1のみ）
- 春風とぼけ(犬)：柳沢慎吾（2のみ）
- 春風ずぼら(犬)：コロッケ（3のみ）
- 伊之助(猿)：川谷拓三
- つばめ：松本友里
- ひばり：坪井木の実
- 徳川家斉：若林豪

#### スタッフ
- プロデューサー：杉崎保、齋藤頼照、清水敬三、深沢道尚、田中憲吾
- 脚本：志村正浩
- 音楽：横山菁児
- 監督：関本郁夫
- 製作：テレビ朝日、東映

## 劇画版概要
- 作: 小池一夫（原作者の山手樹一郎に師事）
- 画: 池辺かつみ
- 時代劇漫画「刃-JIN-」連載

桃太郎の正体が田沼意次の一子・伊織となっており、「父の悪事のつぐないとして、世のため人のために生きなければならない運命」という母の遺言により、時に剣を振るう。のちに将軍徳川家治の双子の弟であることが判明する。
季夏と冬季と言う配下の伊賀くのいちが居る。